# Прилуки
Прилу́ки (МФА: [preˈɫuke] ( прослухати)) — місто в Україні, адміністративний, економічний й культурний центр Прилуцького району та Прилуцької міської громади Чернігівської області.

## Географія
Місто Прилуки розташоване на півдні Чернігівської області, за 135 км від столиці України м. Києва, на березі річки Удай. Територія Прилук — 40 км². Місто має зручне автомобільне та залізничне сполучення з іншими регіонами України. В місті знаходиться залізничний вузол станції Прилуки.

## Населення
Населення Прилук зменшується в результаті механічного й природного руху.
1999 року в суспільному виробництві було зайнято 34,9 тис. осіб, що становить 49,4 % від усього населення.
Розподілені трудові ресурси так:
- у промисловості зайнято 10,1 тис. осіб;
- у будівництві 1,3 тис. осіб;
- у галузях невиробничої сфери 14,5 тис. осіб.

### Чисельність
| 1781  | 1802  | 1833  | 1840  | 1859   | 1897   | 1926   |
| ----- | ----- | ----- | ----- | ------ | ------ | ------ |
| 7 500 | 5 471 | 5 493 | 8 118 | 10 261 | 18 532 | 28 624 |

| 1939   | 1959   | 1970   | 1979   | 1989   | 2001   | 2017   | 2022   |
| ------ | ------ | ------ | ------ | ------ | ------ | ------ | ------ |
| 36 881 | 43 719 | 57 474 | 65 303 | 71 954 | 64 861 | 56 270 | 51 637 |

### Національний склад
Розподіл населення за національністю за даними перепису 2001 року:
| Національність  | Відсоток |
| --------------- | -------- |
| українці        | 92,26 %  |
| росіяни         | 6,46 %   |
| білоруси        | 0,35 %   |
| євреї           | 0,29 %   |
| роми            | 0,11 %   |
| інші/не вказали | 0,53 %   |

### Мова
Розподіл населення за рідною мовою за даними перепису 2001 року:
| Мова            | Чисельність, осіб | Відсоток |
| --------------- | ----------------- | -------- |
| Українська      | 59 524            | 92,91 %  |
| Російська       | 4 337             | 6,77 %   |
| Білоруська      | 76                | 0,12 %   |
| Ромська         | 49                | 0,08 %   |
| Вірменська      | 14                | 0,02 %   |
| Румунська       | 13                | 0,02 %   |
| Інші/Не вказали | 56                | 0,08 %   |
| Разом           | 64 069            | 100 %    |

## Історія

### Руська доба
На території міста є чимало архітектурних та історичних пам'яток, що становлять своєрідний літопис Прилук. Попередні покоління залишили нам цінну культурну спадщину, ці надбання — гордість нащадків, які творять нове, світле, прекрасне місто.
На територію правого берега річки Удай люди прийшли ще у сиву давнину, в часи, коли формувалася східнослов'янська або праукраїнська народність на обширах Придніпров'я, Побужжя й Придністров'я. Археологи назвали їх черняхівцями та визначили умовний вік існування: 2-5 століття нової ери. Залишки поселення черняхівської культури в Прилуках, неподалік від міських валів, дослідили чернігівські археологи у 1990 році.
Як повідомляє літописець, у 988 році великий князь київський Володимир починає будівництво й заселення укріплених міст по берегах річок Десни, Остра, Трубежа, Стугни і Сули. І хоча в літописі не згадується Прилуки й річка, але за припущенням археологів, можливо, що саме тоді воно й було засноване під іменням Прилук-город[джерело?]. Про це свідчать археологічні знахідки на території давнього прилуцького Валу, на Опанасівському узвозі та на старовинному Квашинському посаді.
Першу письмову згадку про Прилук-город залишив нащадкам київський князь Володимир Мономах. У своєму знаменитому «Повчанні» дітям, князь-воїн розповів про те, як 1085 року вирушив із дружиною зі стін княжого столичного Переяслава назустріч половецькій орді. Зустрівшись зненацька з ординцями у полі, князь уникнув сутички й увійшов у Прилук-город під захист стін фортеці. Зібравшись із силами, він виступив із дружиною і прилучанами проти нападників і винищив їх у кривавій битві під Білими Вежами. Про це свідчить величний пам'ятник на Валу — чотириметрова бронзова скульптура старого князя Мономаха.
1092 року половці напали на Київщину під час великої літньої посухи і взяли міста Пісочен, Переволоку і Прилуки, спустошили багато сіл.
Згадується місто і 1138 року в числі зруйнованих міст Переяславщини у смутні часи міжусобних воєн між чернігівськими князями й синами Мономаха. Татаро-монгольська навала 1239 року знищила місто, після чого воно відбудувалося лише у 15 столітті українськими князями Глинськими і згадується в історичних літописах 1459 року. Та проіснувало місто всього лише сорок літ і знову страшна руїна 1482 року від кримської орди хана Менглі-Гирея.

### Річ Посполита

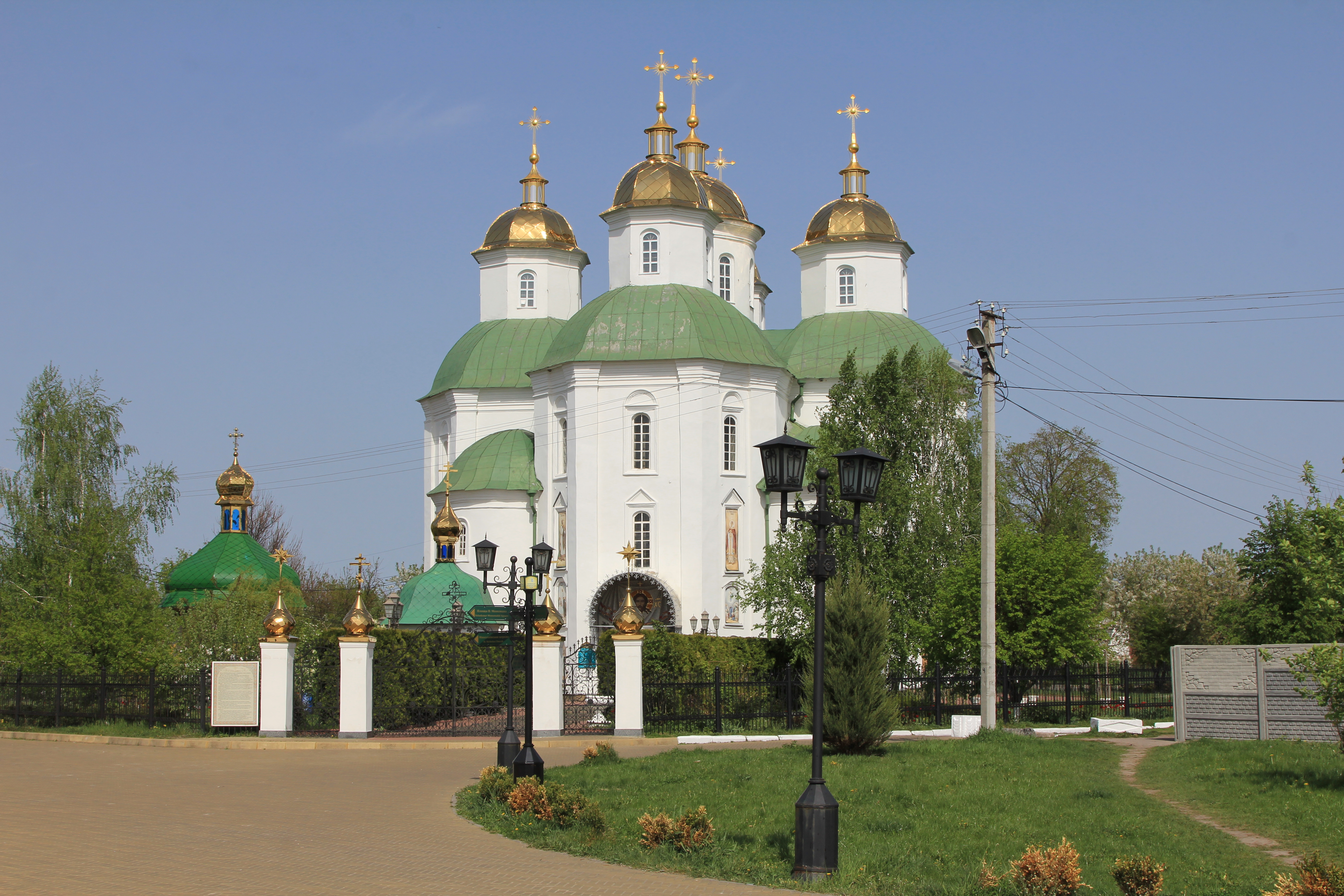
Спасо-Преображенський собор

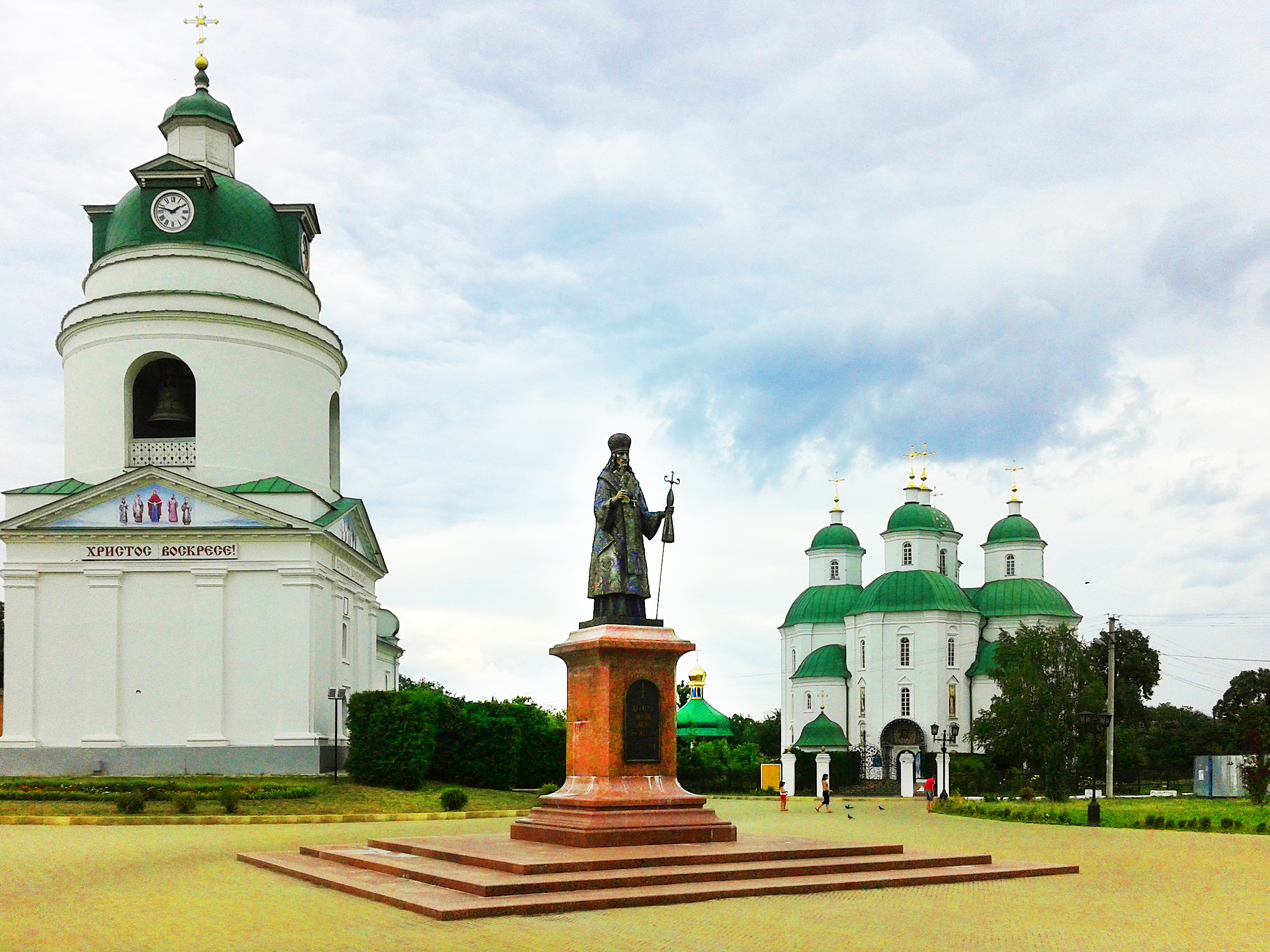
Площа Іоасафа Бєлгородського з пам'ятником йому, Миколаївською церквою та Спасо-Преображенським собором

Після Люблінської унії 1569 року, яка об'єднала Королівство Польщі і Велике князівство Литвовське, Руське і Жематійське, Прилуки увійшли до Речі Посполитої і перебували в її складі до серпня 1648 року.
1582 року король Сигізмунд III особливим привілеєм надав прилуцьку маєтність князям Вишневецьким. Водночас місто отримало магдебурзьке право, яке було дароване Прилукам, як зазначалося у привілеї, в такій самій мірі, як і Кракову та Львову. Герб міста, затверджений королем тоді ж, являв собою частину великого родового герба князів Вишневецьких — видозмінений шляхетський герб «Пом'ян» із зображенням пробитої шаблею бичачої голови на блакитному тлі.
1592 року, князі Вишневецькі почали «ставити слободу». Місто-красень виросло дуже швидко і через 10-12 років було досить значним і великим. У 1602 році місто зненацька захопило військо московського царя Годунова (знана дата 1604 для цієї події помилкова, про цей погром уперше повідомила інструкція на сеймик шредзький дана в Кракові 4.ХІ.1602; вона свідчить, що тоді комісари мали визначати кордон з боку Києва, але річпосполитські представники вчасно не прибули і росіяни вирішили діяти силою — крім знесення Прилуки, вони ще й купців з Речі Посполитої у Москві пограбували). Як повідомляють тогочасні літописи: «…людей многих мужской і женскої плоті, на остаток і діток на смерть побили й помордовали…»

### Козацька держава
У середині 17 століття в Прилуках постала неприступна козацька фортеця з валами й ровами, стінами й вежами, церквами й палацами, громадськими будівлями, будинками козацької старшини, купців і ремісників. Тут у 1648 році прилуцьке козацтво було об'єднане у Прилуцький козацький полк, який уписав немало славних сторінок в історію Визвольної війни українського народу.
З 1692 по 1708 рік Прилуцький полк очолював полковник Дмитро Горленко. Він значно розбудував місто й посад, укріпив фортецю, заселив навколишні степи хуторами, сприяв розвитку ремесел і торгівлі, опікувався церквами, школами, притулками, побудував у Прилуках новий собор Різдва в 1697 році, Петропавлівську та Миколаївську церкви з мурами в Густині, заснував у Прилуках два щорічні ярмарки: Іванівський літній та Дмитрівський — осінній. Горленко за свої кошти побудував церкву, названу на честь гетьмана Мазепи Іванівською.
Прилуки, як і кожне місто тієї пори, мало свої символи: герб і прапор. Герб, наданий місту князями Вишневецькими наприкінці 16 століття, являв собою геральдичний щит блакитного кольору, на якому зображена золота голова бика, проткнута кривою козацькою шаблею.
Від козацької доби збереглися до наших часів і безцінні архітектурні пам'ятки міста, які пов'язані з розквітом українського бароко й правлінням Прилуцьким полком полковників Гната та Григорія Галаганів.

### У складі Російської імперії

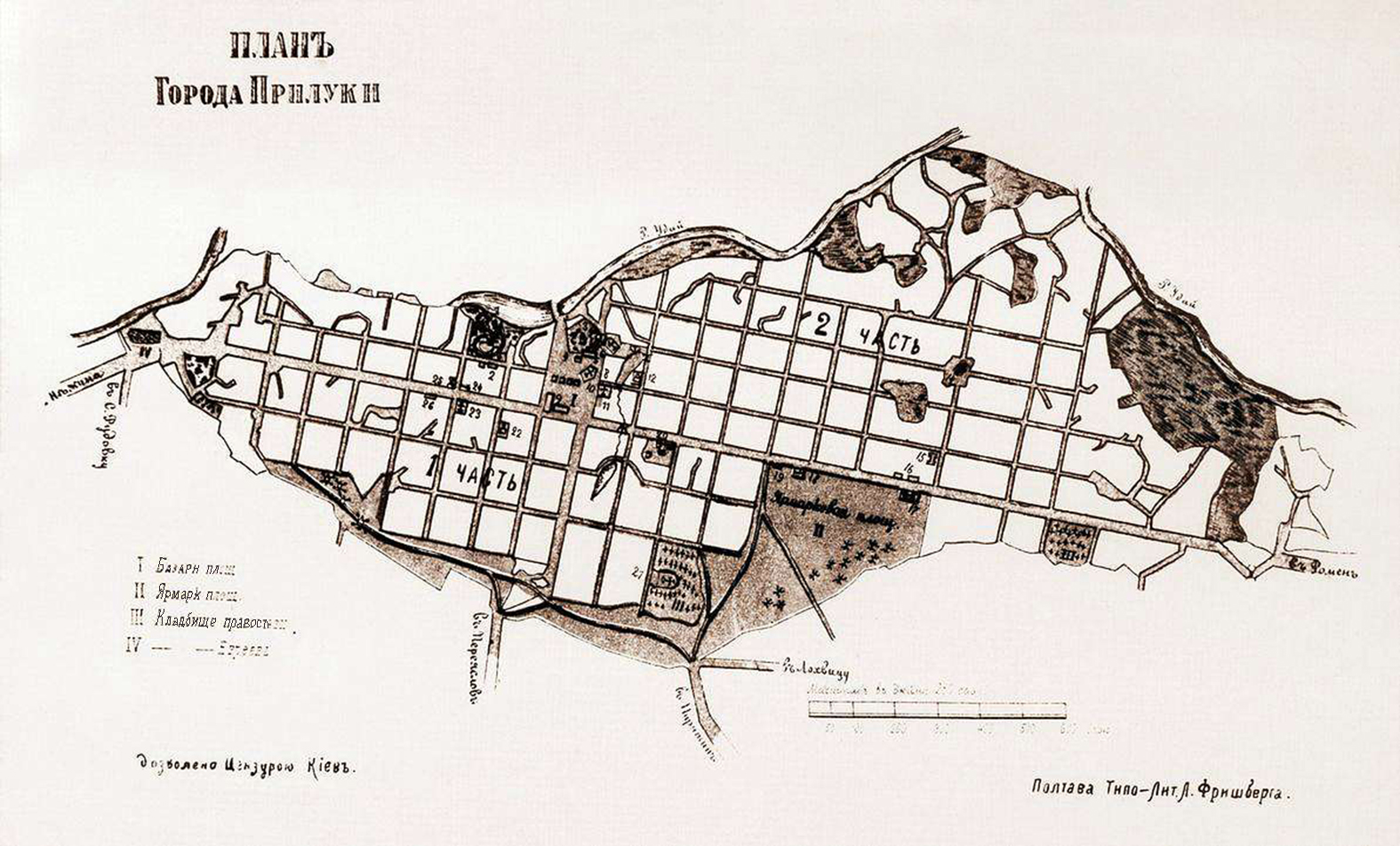
План Прилук (1802—1822)

За даними на 1859 рік, у місті мешкала 10261 особа (5165 чоловічої статі та 5096 — жіночої), налічувалось 1551 дворове господарства, існували 6 православних церков, 2 єврейських молитовних будинки, лікарня, повітове та приходське училища, поштова станція та завод, відбувалось 4 ярмарків на рік. 1886 року телеграфна станція (відкрита в серпні 1880 року) та поштова контора для пересилки листів і грошових повідомлень були об'єднані в одну установу. Тоді стійловий пункт земських поштових коней у Прилуках налічував 15 особин.
У першій половині 19 століття стали широко відомі імена двох уродженців Прилук педагогів і письменників Антонського-Прокоповича та Білецького-Носенка. Професор Антон Антонович Антонський-Прокопович (1762—1848) видатний український педагог, випускник знаменитої Київської Академії, ректор Московського університету, автор 26 томів наукових праць. Павло Павлович Білецький-Носенко (1774—1856) — людина феноменальних знань з усіх галузей науки, талановитий педагог, письменник, філолог, етнограф, фольклорист, художник, автор одного з найперших українських словників, повістей, романів, поем, байок, наукових досліджень і розвідок. З Прилуками пов'язані імена двох перших почесних громадян міста Галагана й Скоропадського. Григорій Павлович Галаган (1819—1888) видатний діяч української культури, меценат, громадський і державний діяч, засновник одного з найвідоміших навчальних закладів України — Колегії Павла Галагана. Іван Михайлович Скоропадський (1804—1887) український меценат засновник всесвітньо-відомого Тростянецького дендрологічного парку. З Прилуками і Прилуччиною тісно пов'язане життя й творчість видатних українців Тараса Шевченка, Панаса Мирного, Остапа Вересая. Край завжди славився народними майстрами, співцями, музиками, не перевелися вони й нині. Деякий час у Прилуках проживала відома українська актриса Ганна Затиркевич-Карпинська, подекуди вона виступала під псевдонімом Прилуцька.

### У складі УНР
Місто було важливим центром влади Української Народної Республіки, яка мала постійну загрозу з боку комуністичної Росії. Починаючи з 1918 року, влада у місті кілька разів переходить із рук в руки.
Відповідно до закону про новий адміністративний поділ України, який ухвалила Мала Рада 6 березня 1918 року, Прилуки ставали центром землі під назвою Переяславщина.
Остаточна комуністична окупація встановлена у 1920 році.

### Голодомор 1932—1933
Місто постраждало внаслідок геноциду українського народу, проведеного урядом СРСР 1932—1933.
Секретар Прилуцького РПК (Чернігівська область) Робенко повідомляє 19 березня 1933 p.: «… важкий продовольчий стан в районі, особливо в колгоспах, охоплює чим далі більшу кількість колгоспників… Ми провели вибіркове обслідування стану колгоспників по 20-ти сільрадам, причому виявлено сімей, що потребують негайної допомоги — 797. В цих сім'ях налічується дорослих 1050 чоловік і дітей 1800 чоловік…Стан харчування в місті теж надзвичайно поганий… на підприємствах кустарно-промислової кооперації робітники зовсім не одержують хліба і серед цих робітників… є 41 опухлий і більше 50-ти чоловік хворих на ґрунті голоду, що на роботу зовсім не виходять…».
До міста стікалися десятки тисяч селян, яких тероризували голодом. Проте самі Прилуки як місто суто українське також було в харчовій облозі, тож навіть заводські їдальні не могли зменшити ці масові убивства.

### Друга світова війна
20 травня 1942 року в рамках «очистки Чернігівської області від євреїв» зондеркоманда СД «Плат» в Прилуках знищила 1290 євреїв.
Прилуки були одним із центрів комплектування Азербайджанського легіону (азерб. Azərbaycan Legionu, нім. Der Aserbaidschanische Legion) — з'єднання, що складалося з колишніх полонених червоноармійців-азербайджанців. Азербайджанський легіон входив до складу Вермахту.

### Російсько-українська війна
28 лютого ліквідовано танкову роту російських окупантів. 7 березня під Прилуками ЗСУ розбили російську колону бензовозів.
13 червня 2022 року о 13:15 в Прилуках були зафіксовані ракетні обстріли з боку російських військ. Удар російських ракет прийшовся по об'єкту, що розташований поблизу Прилук. Здетонували боєприпаси. Пожежу вдалось того ж дня локалізувати.

## Політика

### Парламентські вибори, 2019
На позачергових парламентських виборах 2019 року у місті функціонували 32 окремі виборчі дільниці.
Результати
- зареєстровано 46311 виборців, явка 55,82%, найбільше голосів віддано за «Слугу народу» — 48,94%, за Всеукраїнське об'єднання «Батьківщина» — 10,03%, за «Опозиційну платформу — За життя» — 8,14%[17]. В одномандатному окрузі найбільше голосів отримав Дмитро Пахомов (Слуга народу) — 21,70%, за Сергія Коровченка (самовисування) — 16,06%, за Бориса Приходька (самовисування) — 13,60%[18].

## Економіка
Прилуки є важливим промисловим центром Чернігівської області, де розвинені такі галузі, як нафтогазовидобувна, машинобудування, хімічна, деревообробна, легка, харчова промисловість, виробництво будівельних матеріалів.
Промисловий комплекс міста представлений такими провідними підприємствами:

Тютюнова компанія «В. А. Т. - Прилуки»

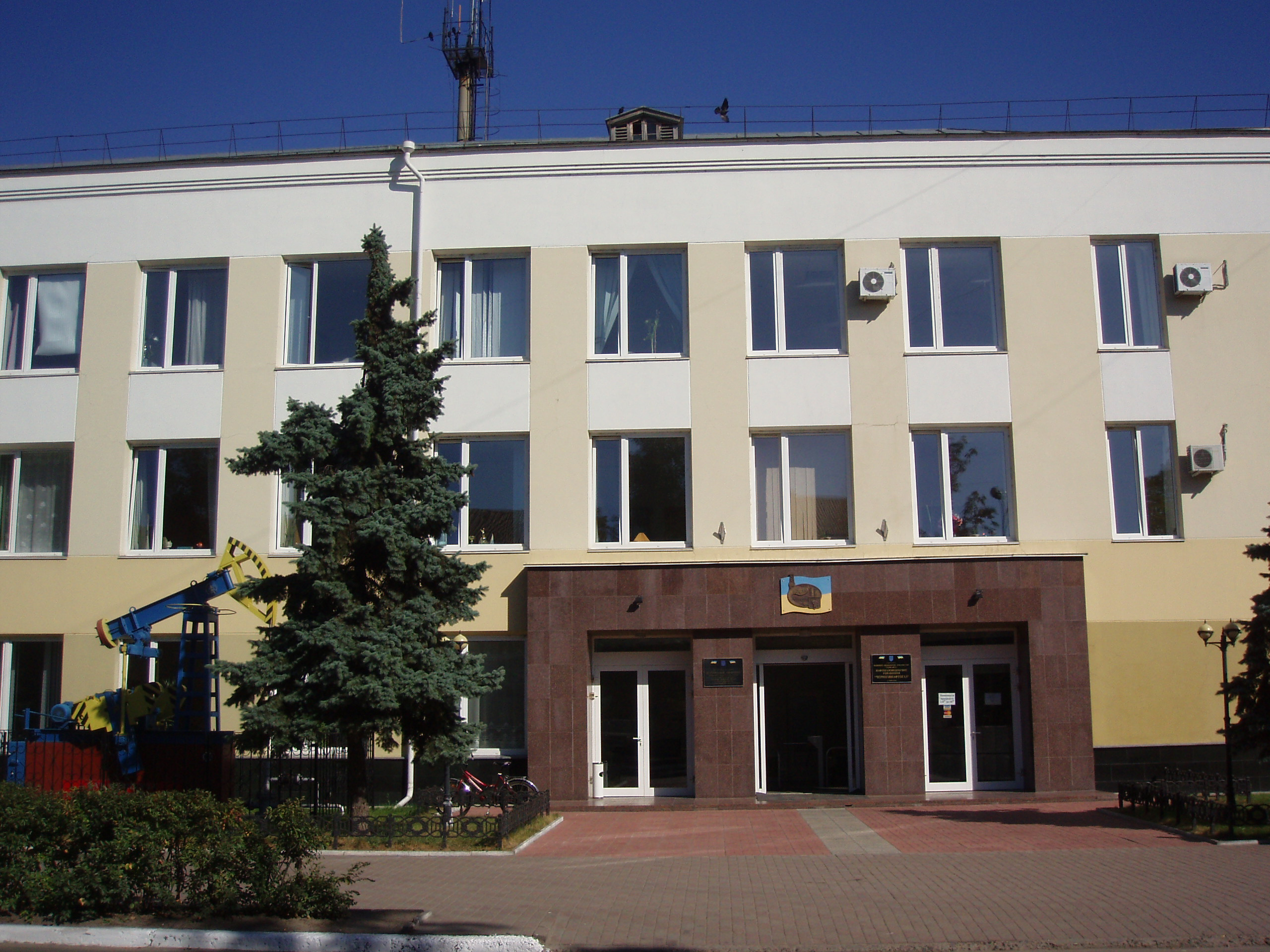
НГВУ «Чернігівнафтогаз» ВАТ «Укрнафта»

- АТ Тютюнова компанія «В. А. Т. — Прилуки» (вул. Незалежності, 21) — «Бритіш Американ Тобакко Україна» має багатий та різноманітний асортимент сигарет. До нього належать такі міжнародні марки, як Kent, Vogue, Pall Mall, Viceroy, Lucky Strike, Dunhill, Rothmans, Alliance, а також національні марки — «Прилуки», «Прилуки Особливі», «Козак», «Отаман»;
- НГВУ «Чернігівнафтогаз» ВАТ «Укрнафта» (вул. Вокзальна, 1) — здійснює експлуатацію нафтових та газових родовищ;
- Прилуцьке управління бурових робіт (вул. Київська, 200) — здійснює буріння свердловин;
- Прилуцька нафтогазорозвідувальна експедиція (НГРЕ; вул. Пирятинська, 131) — організація і проведення геологічної розвідки нових нафтових та газових родовищ;
- ВАТ "Прилуцький завод «Білкозин» (вул. Кільцева, 44) — є єдиним в Україні і одним з нечисленних в Європі підприємством, яке спеціалізується на виготовленні штучних колагенових оболонок для використання у виробництві ковбасних виробів, сосисок та інших харчових продуктів; продукцію експортує до Росії, Білорусі, Бразилії, Китаю, Австралії, США, Туреччини, Греції, Іспанії.
- Агропромислове об'єднання ім. І. Супруненка ПрАТ «Прилуцький хлібозавод» (вул. Пирятинська, 45) — потужне підприємство харчової галузі Прилуччини, яке має статус агропромислового комплексу, у асортименті — понад 40 найменувань хлібобулочних виробів;
- ВАТ «Будмаш» (вул. Юрія Коптєва, 59) — засноване у 1907 році нині підприємство випускає будівельні машини, чавунне лиття, напівпричепи автоцементовоза, цистерни-контейнери, установки для набризку бетонної суміші, вапногасилки, розчинонасоси, компресорне устаткування, підіймачі щоглові, контейнери для будівельного сміття і побутових відходів, замково-залізні вироби і фурнітуру для кортежного будівництва.
- ДП «Пластмас» ТОВ «ТД Пластмас-Прилуки» (вул. Козача, 56) — продукцією підприємства є тара поліетиленова, труби поліетиленові для питного водопостачання та каналізації, плівка парникова, господарчі вироби, спорттовари, іграшки, кабельний пластикат, хімічна сировина, блоки ПП-45 полівінілхлоридні, фенопласт;
- ЗАТ «Прилуцька швейна фабрика» (вул. Київська, 299) — підприємство (рік заснування — 1943) випускає куртки, штани, костюми, жакети, пальто, спецодяг, постільну білизну. Підприємство працює на давальницькій сировині;
- Колективна виробничо-торгова фабрика головних уборів «Корона» (пров. Андріївський, 12) — засноване в 1967 році підприємство виготовляє головні убори та швейні вироби;
- ТОВ «Укратекс» (в/м-12, буд. 1/47) — підприємство, засноване у 2003 році, займається пошиттям трикотажних виробів, а також верхнього жіночого та робочого одягу із легкої тканини на давальницьких умовах;
- ТОВ «Алітоні» (вул. Європейська, 62) — здійснює виготовлення заготовок взуття з давальницької сировини, працює від 2004 року;
- ЗАТ «Вербена» (вул. Вокзальна, 35) — продукція підприємства — шкіргалантерейні вироби, шкільна галантерея, чохли для сноубордів, велосипедні сумки, рюкзаки, барсетки, теки, чохли, тенти, пакувальні мішки для спальників, намети, косметички тощо. Підприємство почало діяти ще в 1934 році.
- ПП «Прилучанка» (вул. Вокзальна, 35) — продукція виробника: постільна білизна, ковдри, матраци, дитячий асортимент, спецодяг, сукні, халати, карнавальні костюми, одяг для силових відомств, машинна та автоматична вишивка;
- ТОВ ВТФ «Керамік-Прилуки» (вул. Київська, 250) — засноване у 1999 році підприємство здійснює випуск керамічної цегли;
- ТОВ «Промсільгторг» (вул. Іванівська, 79) — підприємство, засноване 2004 року, випускає близько 40 найменувань опалювальних побутових котлів ТМ «Велгас» парапетних та димохідних;
- ВАТ «Граніт» (вул. Індустріальна, 6) — на підприємстві, заснованому в 1994 році, здійснюється виробництво бетонних та залізобетонних виробів;
- КП «Прилуцька міська друкарня» (вул. Ярмаркова, 47) — продукція: бланки, аркуші в 2-3 кольори, газети в 1-2 фарби, книги, журнали, паспорти, інструкції, виготовлення палітурок, переплетення книг, журналів, дипломних робіт, виготовлення вітальних адрес, виготовлення афіш, візитних карток, збірок правового змісту тощо;
- ВАТ «Прилуцький м'ясокомбінат» (вул. Кільцева, 34) — підприємство випускає ковбасні вироби, копченості;
- ТОВ ВКП «Прилуки-Агропереробка» (вул. Кільцева, 34А) — виробляє м'ясо та субпродукти;
- ПрАТ «Прилуцький Птахокомбінат» (вул. Житня, 132) — підприємство випускає понад 50 видів ковбасних виробів, копченостей, паштетів і напівфабрикатів;
- ВАТ конструкторське бюро «Пожспецмаш» (вул. Європейська, 199-А) — здійснює виробництво пожежних та спеціальних машин;
- ТОВ «АІР-Поліграф» (вул. Пирятинська, 129) — виготовлення різноманітної рекламної продукції: буклети, календарі, плакати, журнали, книги, газети, повнокольоровий друк на всіх видах паперу та картону, виготовлення етикеток, картонних пакувань, оздоблення поліграфічної продукції;
- ВАТ «Шляховик» (вул. Київська, 313-А) — здійснює ремонт та будівництво доріг, діє з 1996 року;
- ТОВ «БУ-1 Прилуки» (вул. Київська, 307) — спеціалізується на будівництві й монтажі магістральних нафто- та газопроводів, продуктопроводів; реконструкції магістральних нафто- і газопроводів; будівництві та монтажі спеціальних трубопроводів; облаштуванні газових родовищ, монтажі установок комплексної підготовки родовищ; облаштуванні нафтових родовищ; будівництві магістральних насосних перекачувальних і компресорних станцій на нафто- і газопроводах; будівництві об'єктів промислового призначення; будівництві сучасних виробничих котелень теплопровідністю 1,8 МВт; житловому багатоповерховому будівництві; ремонтно-оздоблювальних роботах житлових будинків та інженерних споруд.
- ТОВ "Телерадіокомпанія «ТІМ» — інтернет сервіс провайдер.
- ТОВ "Янг Україна " (вул. Індустріальна, 10) — виробник офісних крісел та стільців, активний експортер власної продукції до країн Західної Європи.

## Освіта
Заклади освіти міста Прилук:
- 8 загальноосвітніх шкіл І-ІІІ ступенів;
- спеціалізована ЗОШ І-ІІІ ступенів № 6 з поглибленим вивченням інформаційних технологій;
- 2 гімназії;
- 1 навчально-виховний комплекс «Школа І ступеня-дошкільний навчальний заклад»;
- 14 дошкільних навчальних закладів;
- 4 позашкільні навчальні заклади — Центр творчості дітей та юнацтва, Дитячо-юнацька спортивна школа, Центр науково-технічної творчості молоді, Школа Мистецтв.
- гімназія № 5 імені В. А. Затолокіна

У місті Прилуки функціонують 3 вищі навчальні заклади І-ІІ рівня акредитації та один професійний ліцей:
- Прилуцький гуманітарно-педагогічний коледж імені І. Я. Франка — у 2010 році святкує своє 95-річчя. Цей заклад відомий не лише своїми давніми традиціями, а й славиться своїми випускниками;
- Прилуцький технічний фаховий коледж — заснований у 1931 році і пройшов багато етапів реорганізації у своєму становленні, від 2007 року — агротехнічний технікум, від 2009 року — агротехнічний коледж[22];
- Прилуцьке медичне училище — за понад 80 років свого існування (відкрите в 1927 році) підготувало понад 7 тисяч медичних працівників для лікувально-профілактичних закладів України та країн СНД;
- Прилуцький професійний ліцей Чернігівської області — веде свою історію з 1920 року під первинною назвою Індустріальна професійно-технічна школа. Нині здійснює підготовку робітників під конкретного роботодавця.

На території міста за адресою вул. Київська, 220, розміщена GPS/GNSS-станція «Прилуки» PRYL — одна з 12 станцій Української мережі перманентних GPS-станцій.

## Культура

Міський Будинок культури

Прилуки є культурним осередком Чернігівщини — тут працює декілька клубних і музейних установ, 2 школи естетичного виховання, бібліотеки, діють аматорські самодіяльні мистецькі колективи.
Клубні заклади культури Прилук:
- Міський Будинок культури (вул. Юрія Коптєва, 28);
  - Філія міського Будинку культури (військове містечко № 12).

У місті діють дитяча музична школа (вул. Земська, 11), школа мистецтв (вул. Київська, 176), Центр творчості дітей та юнацтва (вул. 1 Травня, 80).
Прилуцькі музеї:
- Краєзнавчий музей імені В. І. Маслова (вул. Київська, 277);
  - Філія краєзнавчого музею — Музей Олега Кошового (вул. Київська, 255).

Бібліотеки міста:
- Міська центральна бібліотека імені Любові Забашти (вул. Котляревського, 65);
- Міська дитяча бібліотека (вул. Іванівська, 57);
- Міська бібліотека № 2 (вул. Садова, 114);
- Міська бібліотека № 3 (вул. Київська, 78, корпус ІІ);
- Міська бібліотека № 4 (військове містечко № 12, філія міського Будинку культури).

З кількох кінотеатрів міста, що функціонували ще за СРСР наприкінці 1980-х років, не залишилося жодного. У найбільшому Червоному залі колишнього міського кінотеатру з травня 1997 року по теперішній час функціонує нічний диско-клуб.
Найбільш значущою подією в сучасному культурному житті міста є Міжнародний молодіжний фестиваль «Мистецькі барви». Він був заснований в 2002 році як регіональний. У 2005 році фестиваль набув статусу Всеукраїнського, а вже в 2006 став міжнародним — у ньому вперше взяли участь виконавці з Росії. У наступні роки у фестивалі «Мистецькі барви» брали участь конкурсанти з Китаю, Болгарії, Туреччини. У 2012 році з 3 по 6 січня проходив XI Міжнародний молодіжний фестиваль «Мистецькі барви — 2012».
З 2002 в місті діє «Культурно-просвітницька спілка поляків міста Прилуки».

## Архітектура

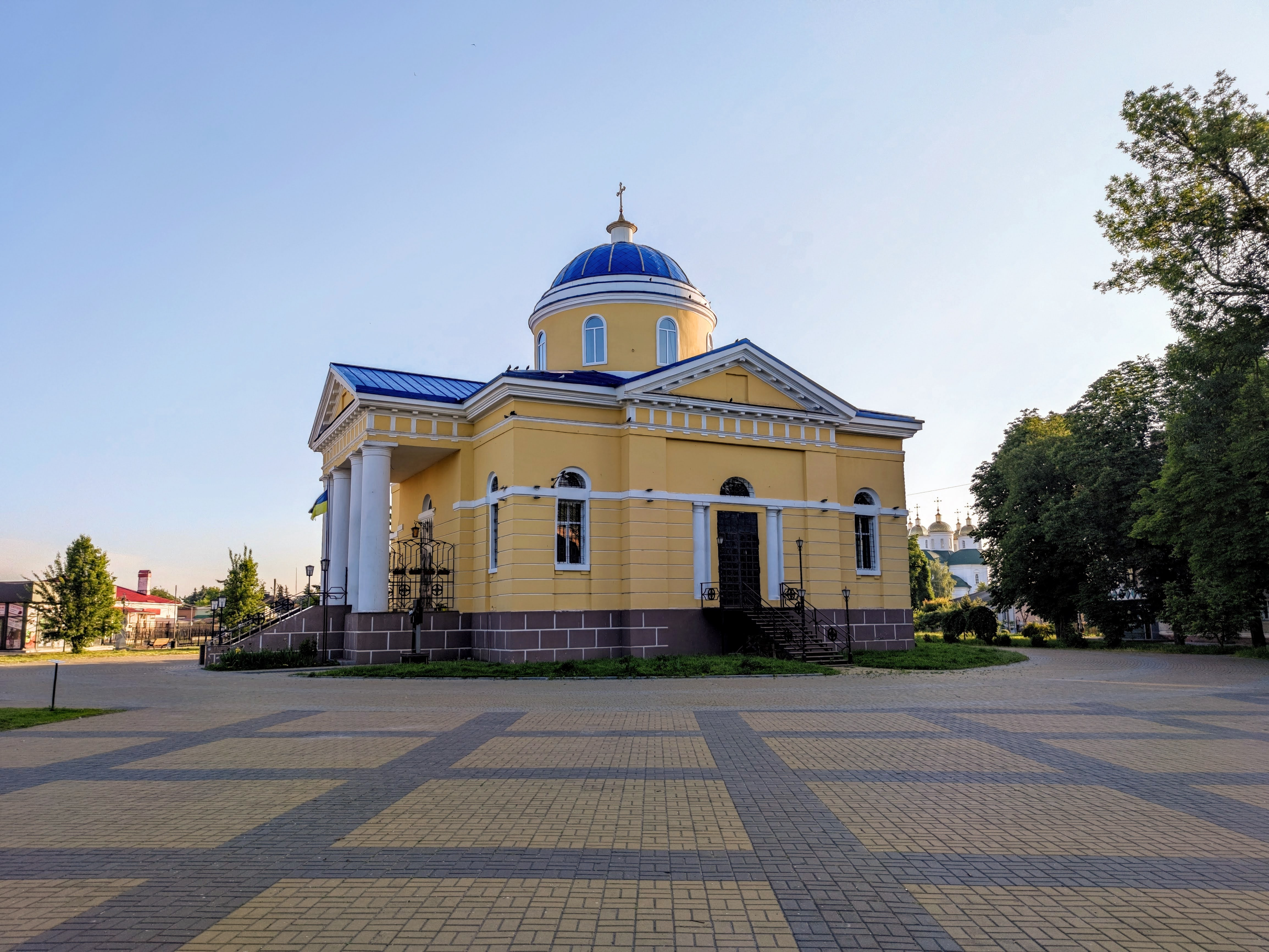
Собор Різдва Богородиці

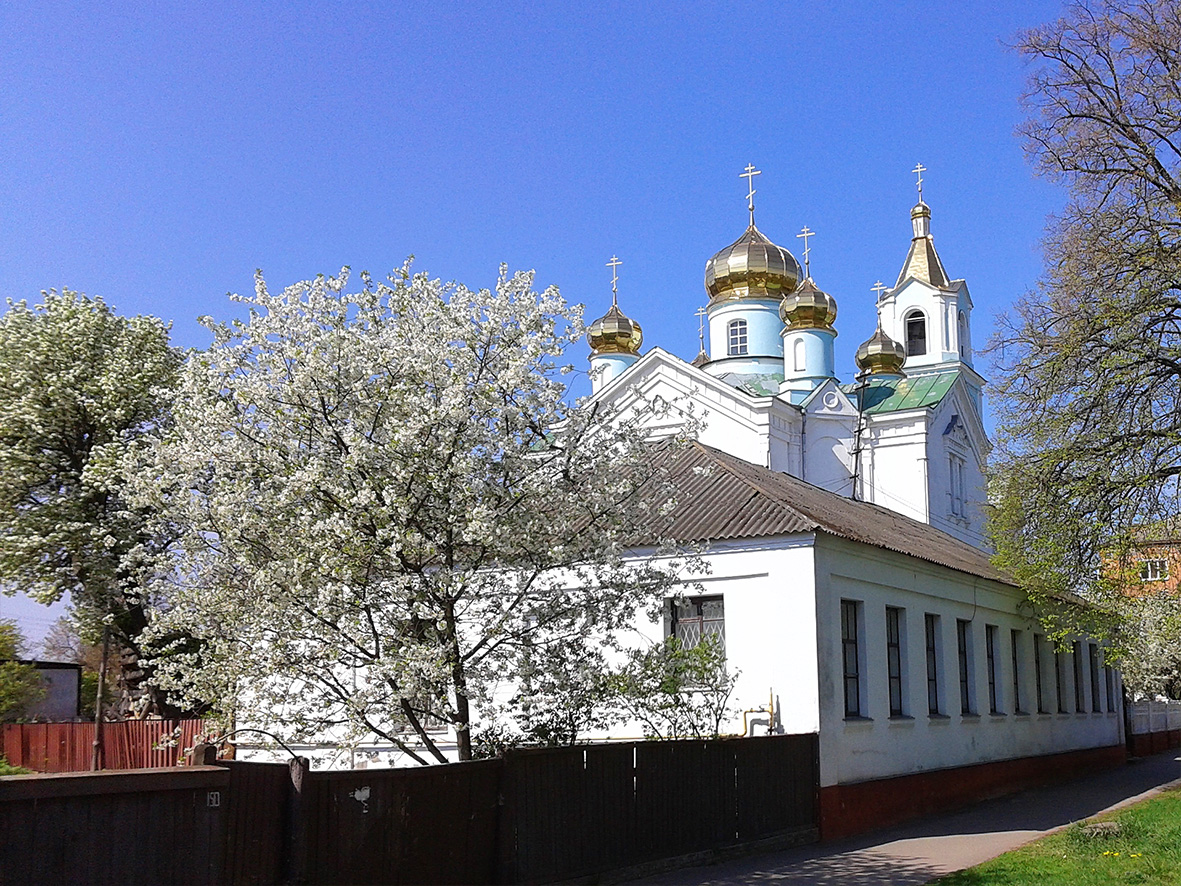
Іванівська церква на Квашинцях

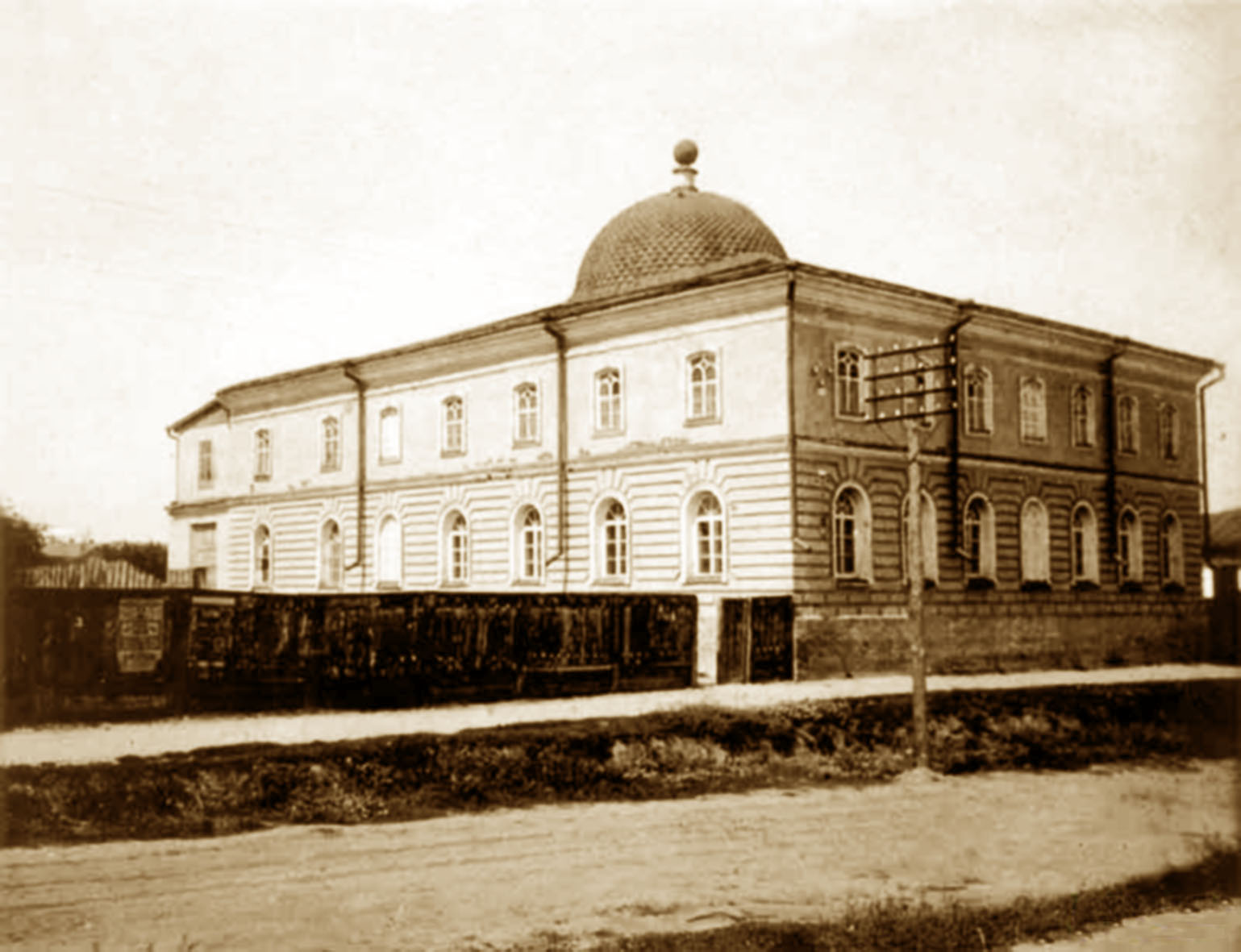
Синагога на вул. Садовій

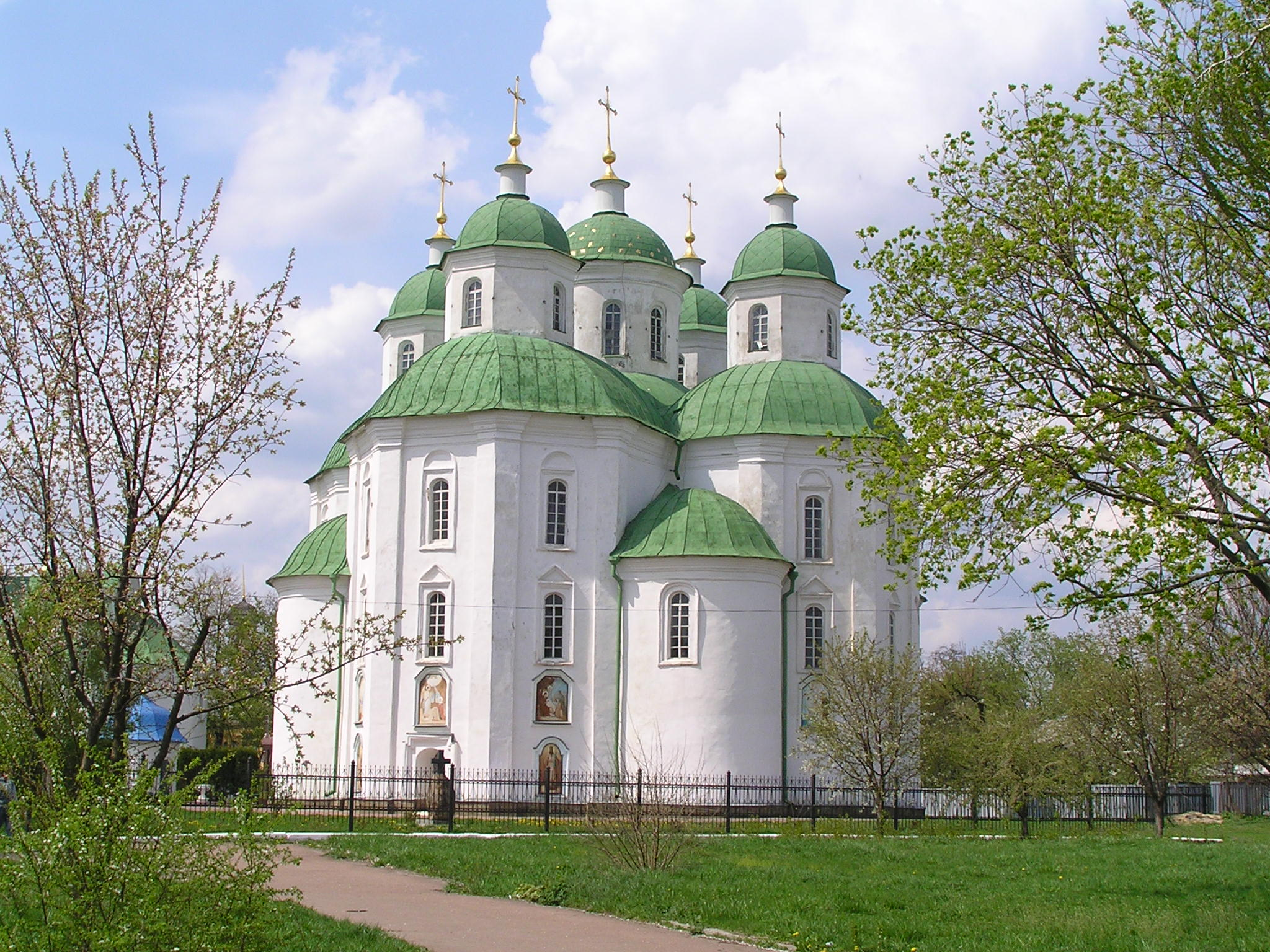
Прилуцький Спасо-Преображенський собор

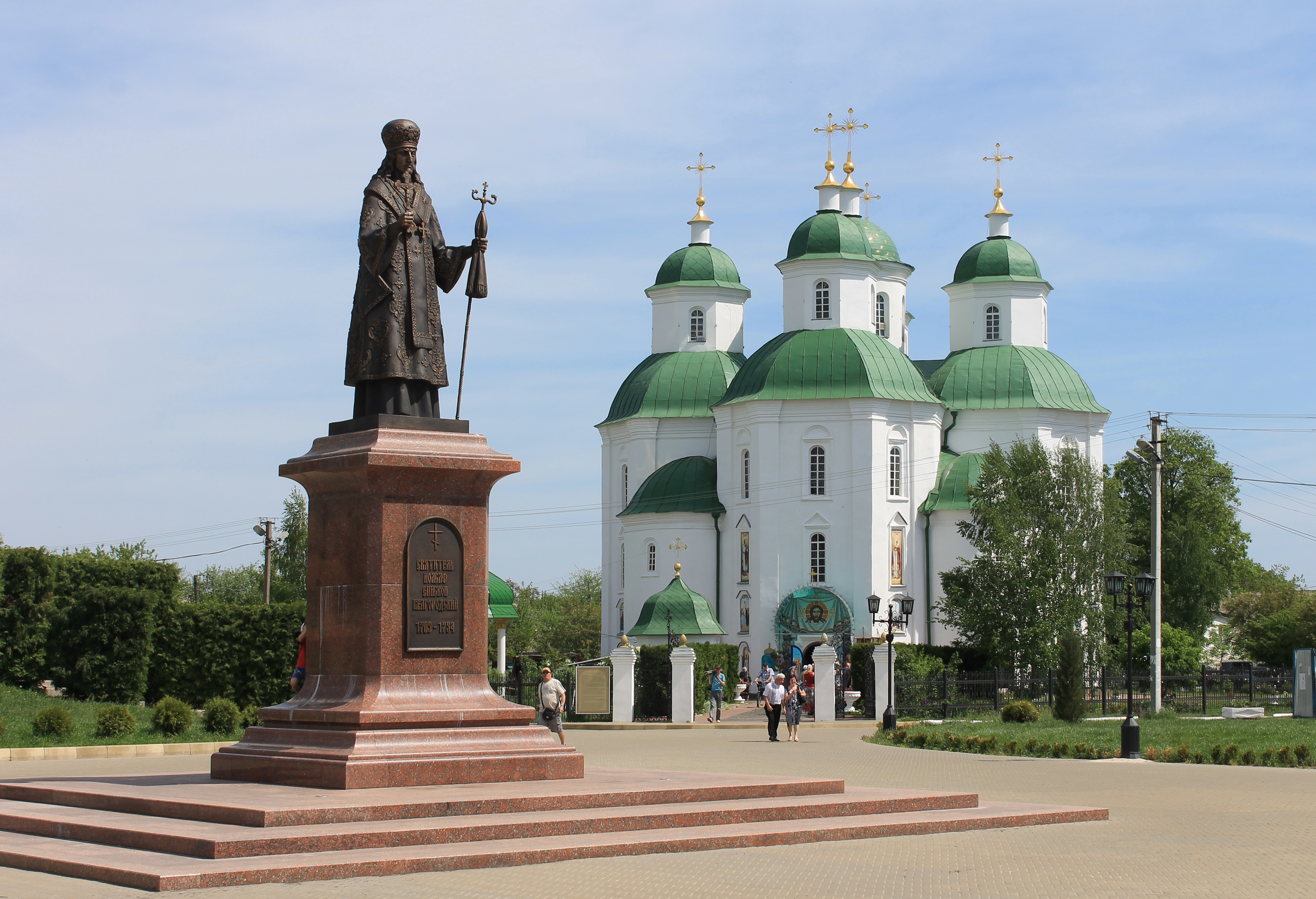
Пам'ятник Іоасафу Білгородському на тлі Спасо-Преображенського собору

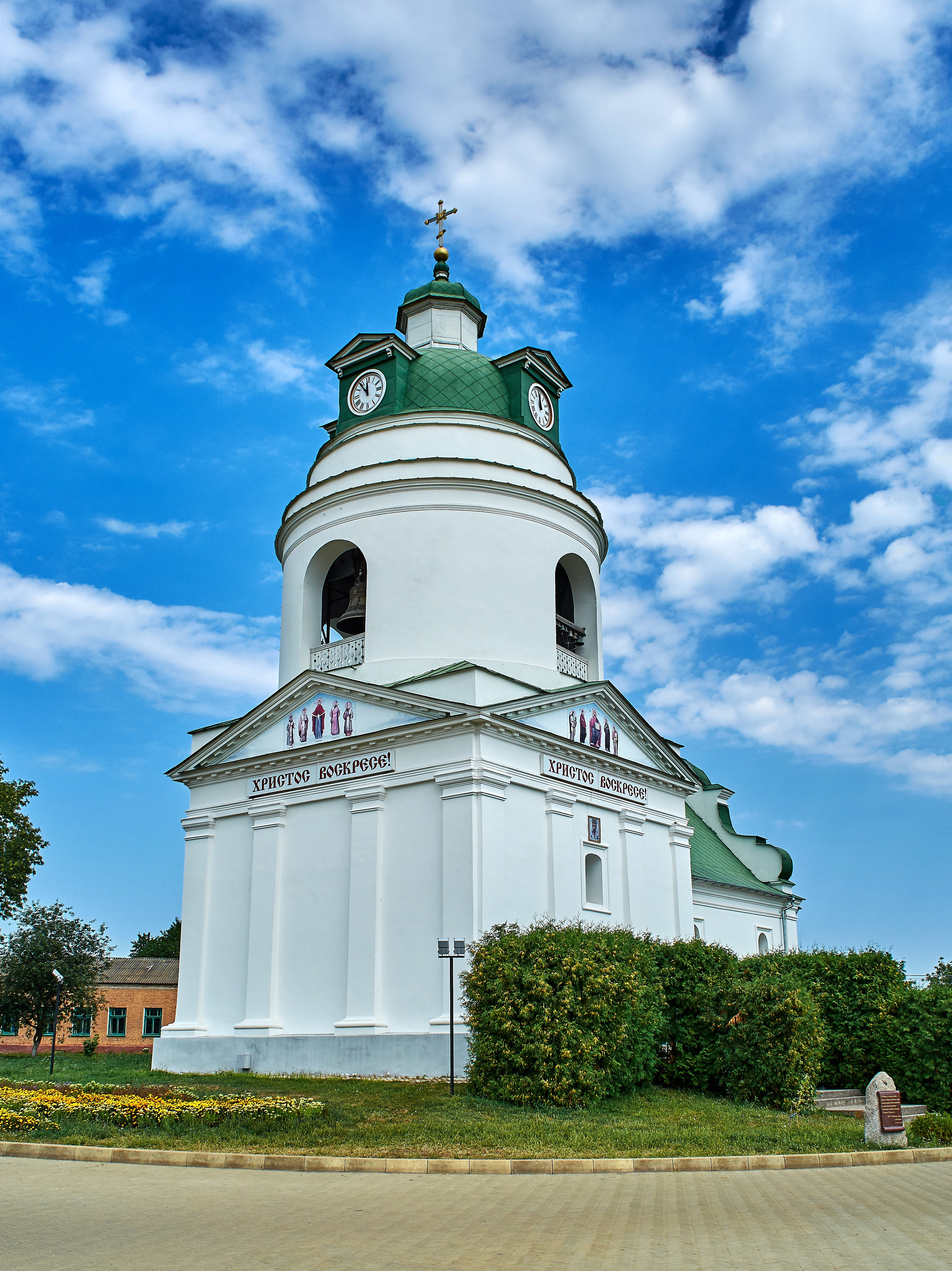
Миколаївська церква

Серед монументальних мурованих споруд міста Прилук найстарішою є полкова скарбниця. Вона була побудована для зберігання полкового скарбу, клейнодів і зброї. Стіни цієї зовсім невеликої за розмірами споруди сягають метрової товщини, торці увінчані барочними фронтонами, фасади декоровані пілястрами, профільованим карнизом. Реставрована вона 1989 року. 1720 року в Прилуках на кошти Гната Галагана звели полкову Спаську церкву й високу муровану дзвіницю, яка одночасно слугувала й брамою-проїздом на територію замку. Ця гарна, ошатна споруда, разом із невеличкою однонефною церквою Святого Миколая-Чудотворця побудована у стилі бароко.
На початку 19 століття, після пожежі, пам'ятку дещо перебудували у модному тоді стилі ампір. Ця чудова архітектурна пам'ятка була дуже пошкоджена. Реставрована і повністю відновлена у 1986 році. Усі ці три споруди і утворюють єдиний архітектурний ансамбль неповторної краси.
Загадковою й романтичною спорудою є ще одна кам'яниця в центрі старого міста, що раніше нагадувала середньовічний шляхетський замок із баштою та вузькими вікнами-бійницями, збудований у старовинній родовій садибі знаменитого козацько-старшинського роду Скоропадських. Ця двоповерхова споруда, за багато років свого існування, декілька разів перебудовувалась, але й нині зберігає елементи барокової архітектури 18 століття.
Ось так, у 18 столітті, старовинні Прилуки, прикрасилися чудовими архітектурними пам'ятками козацької доби, які й нині, майже через три століття, викликають захоплення й повагу до майстрів-будівничих тієї давньої пори.
Лишило по собі сліди в Прилуках і наступне 19 століття, яке в архітектурі вважається епохою класицизму, тобто, класичного або ампірного стилю. Найзначнішою й найкращою спорудою ампірного стилю є собор Різдва Пресвятої Богородиці, побудований у 1806—1817 роках, на місці двох старовинних прилуцьких церков. Новий храм із трьома престолами на честь Різдва Пресвятої Богородиці, Варвари Великомучениці та Святого Олександра Невського освячений у 1817 році. Усередині, на стінах збереглися залишки олійного розпису початку 19 століття.
У цей же період побудовані й храми у колишніх передмістях, які збереглися до наших днів і є оригінальними архітектурними пам'ятками міста. 1865 року побудована Іванівська мурована церква з дзвіницею, її стрункий силует чудово вписався в панораму старовинного міста. Без сумніву, вона була тоді, та й нині є однією з найкращих архітектурних споруд у місті. Нині храм відновлено у первісному вигляді. Така ж мурована, одноверха, разом із дзвіницею, Миколаївська церква, побудована у стилі українського модерну на Сорочинцях. У так званому «парафіяльному» стилі споруджено 1878 року, на місці старовинної церкви, дерев'яний п'ятибанний храм в ім'я Трьох Святителів на Кустівцях.
Починаючи з другої половини 19 століття Прилуки інтенсивно забудовувалися будинками-особняками і громадськими спорудами з оригінально й самобутньо трактованими фасадами. В основному це були дерев'яні рублені будинки обкладені цеглою, прикрашені дерев'яним різьбленням, керамічними кахлями, вазами, ліпниною
Досить цікавими, загалом унікальними є архітектурні ансамблі заїжджого двору Густинського монастиря з Пантелеймонівською церквою, готелем для ченців і притулком для бідних.
На зміну класицизму, наприкінці 19 — на початку 20 століть у європейській архітектурі запанував стиль модерн. У Прилуках збереглися лише три пам'ятки, побудовані у цьому стилі, але трактовані дещо стримано й самобутньо. Це — невеликий садибний будинок Льодіна на Лапинцях (вул. Густинська), будинок-особняк купця Косицького, в якому містився Російсько-Азійський банк, а нині міститься ресторан «Удай» і магазини на Київській вулиці. Найкраще зберігся модерновий особняк колишнього міського голови купця Кисловського (міський відділ земельних ресурсів) на центральній вулиці, але й він утратив оригінальний парковий фасад із сходами.
Однією з найпомітніших споруд у панорамі старовинного міста є Стрітенський мурований собор на Галаганівській вулиці, побудований 1889 року в пам'ять про загиблого російського імператора Олександра ІІ. Це досить рідкісна споруда, за типом — тринефна базиліка з трьома куполами (не збереглися) над головним входом. З 1930 року в храмі розмістився краєзнавчий музей, заснований в 1919 році. Колись музей мав велику і надзвичайно цінну художню колекцію, яка складалася із шедеврів українського, російського та західноєвропейського мистецтва 17-19 століття. Нині собор відновлений і діючий.

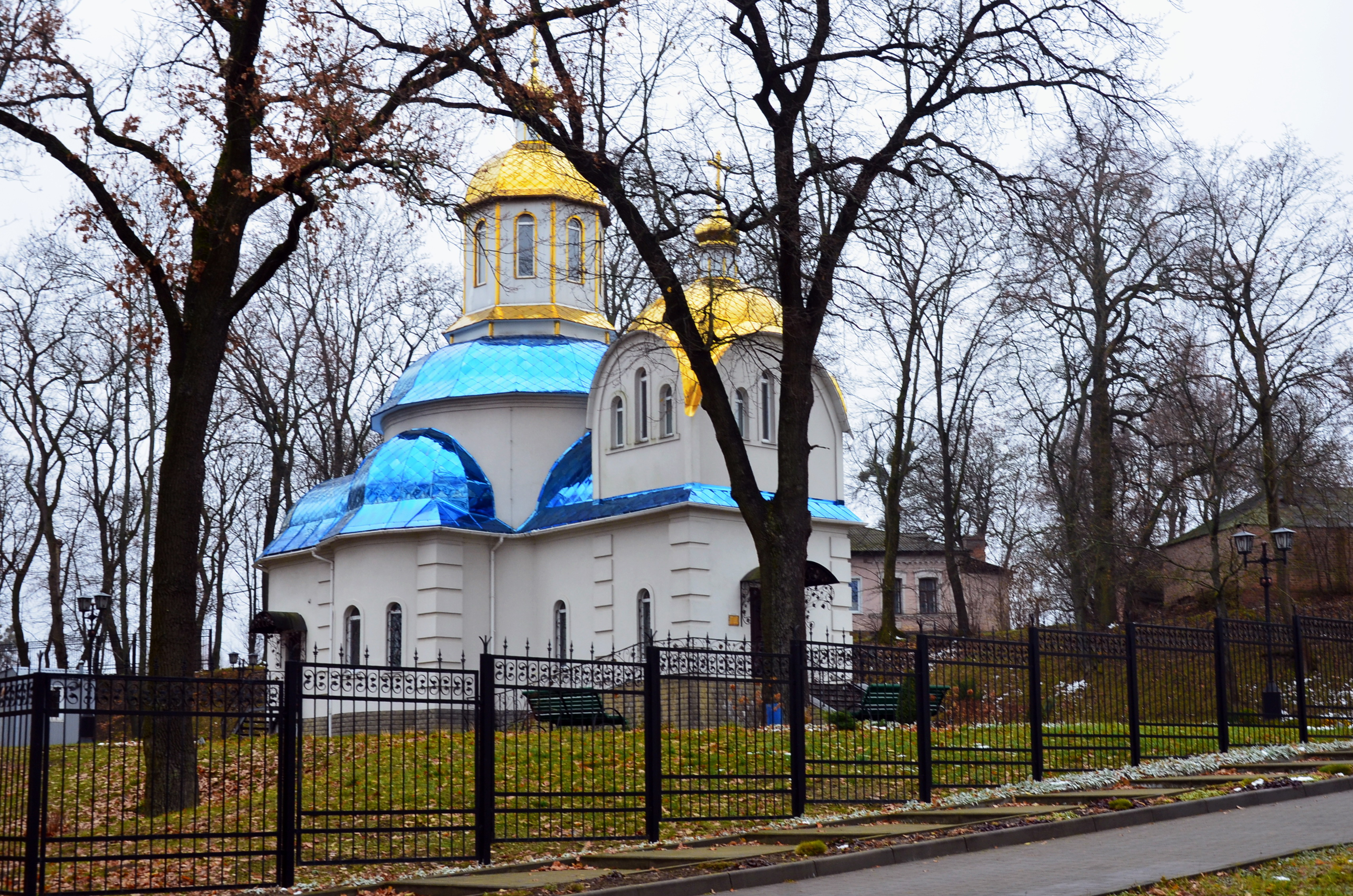
Свято-Троїцький жіночий монастир Ніжинської єпархії Української Православної Церкви

У місті близько 2 десятків пам'ятників. 

## Природно-заповідний фонд Прилук

### Ботанічні пам'ятки природи
Багатовіковий дуб, Два вікових дуби, Віковий дуб, Чотири вікові дуби.

### Дендрологічний парк
Прилуцький.

## Медіа

### Телебачення
- КП Телекомпанія «Прилуки», вул. Київська, 190
Комунальне підприємство телекомпанія «Прилуки» заснована 25 жовтня 1995 року. Канал мовлення — 41. Регіон мовлення — м. Прилуки, Прилуцький, Варвинський, Ічнянський р-ни Чернігівської області; Пирятинський, Гребінківський р-ни Полтавської області; Згурівський, Яготинський р-ни Київської області. Потенційна глядацька аудиторія — 400 000 чоловік.
- ТОВ ТРК «ТІМ», телеканал «ТІМ-ТБ», вул. Пирятинська, 72
Трансляція телеканалу ведеться мережею кабельного телебачення Прилук та в мережі Інтернет. Почали трансляцію 5 грудня 2009 року. Потенційна глядацька аудиторія — 2 000 000 чоловік. Трансляцію у форматі Т2 канал призупинив[27] 1 вересня 2023 року.

### Радіо
- Комунальне радіомовлення, вул. Київська, 257;
- Радіо «ТІМ» 95,7 FM, вул. Переяславська, 72;
- Радіо «Планета» 102,8 FM, вул. Пирятинська, 129;
- Радіо «Галактика плюс» 102,0 FM, вул. Пирятинська, 12;
- Хіт FM 97,0 FM;
- Радіо Байрактар 100,3 FM.
- Країна FM 104,8 FM

### Газети
- Прилуччина, вул. Київська, 220
Одне з найстаріших у Чернігівській області видань, яке бере початок 27 червня 1914 року, коли побачив світ перший номер громадсько-політичної, економічної і літературної газети «Прилукскій голос». Далі були «Известия…», «Вісти», «Правда Прилуччини». З жовтня 2002 року правонаступницею міськрайонної газети стало обласне видання «Прилуччина у новинах, подіях, коментарях».
- АИР, вул. Вокзальна, 8
- Град Прилуки, вул. Незалежності, 78
Газета територіальної громади міста Прилуки. Виходить з 5 грудня 2001 року один раз на тиждень.
- Відомості Чернігівщини. Виходить з 15 лютого 2012 року.
- В двух словах
- Світанок над Удаєм

### Журнали
- Часопис «Прилуки. Фортеця»
- Альманах «Рідний берег»

## Видатні люди
Історичні особи

Прилуцький пам'ятник Миколі Яковченку майже тотожний з київським

Пам'ятна дошка на вулиці Білецького-Носенка у Прилуках

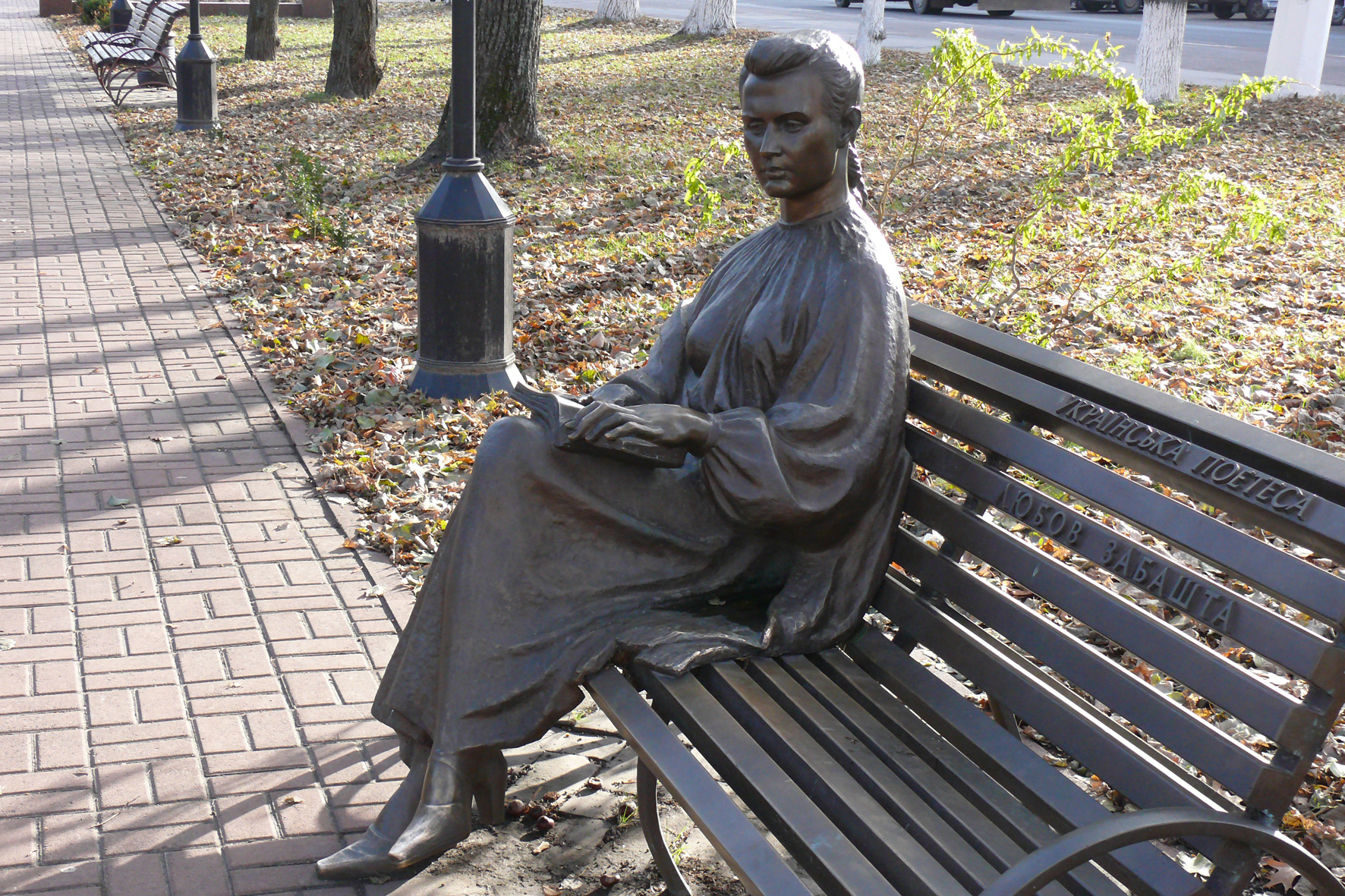
Памятник українській поетесі Любов Забашті в Прилуках

- Прокопович-Антонський Антон Антонович (1762, Прилуки —†06.07.1848, Москва) — вітчизняний учений, педагог, просвітитель, видавець і літератор;
- Білецький-Носенко Павло Павлович (* 16 (27 серпня) 1774, Прилуки — †11 червня 1856, Прилуки) — український письменник, педагог і лексикограф;
- Бодянський Ілля Гаврилович — прилуцький протоієрей;
- Ігнатенко Ганна Георгіївна  (11 листопада 1924 — 16 лютого 2008) — поетеса, прозаїк, літературознавець, перекладач, педагог, кандидат філологічних наук, доцент, член НСПУ;
- Ірвінг Чернєв (29 січня 1900 — 29 вересня 1981) — шахіст і плідний україно-американський шаховий автор.
- Кисловський Анатолій Іванович — (приблизно 1894 — 20 січня 1919) — вояк Чорноморського коша Армії УНР, 19 січня/1 лютого 1919 року під час бою проти більшовиків за містечко Літки на підступах до Києва був поранений. Помер наступного дня. Похований у братській могилі у с. Літки Броварського району Київської області.
- Забашта Любов Василівна (1918—1990) українська поетеса, драматургиня, прозаїкиня, член спілки письменників СРСР.
- Кошовий Олег Васильович (1926—1943) один з керівників підпільної організації «Молода гвардія» у місті Краснодон Луганської області під час Другої світової війни, Герой Радянського Союзу;
- Ліхтарьов Ілля Аронович (1935—2017) — український біофізик, засновник Української наукової школи радіологічного захисту, фундатор і перший керівник «Науково-дослідного інституту радіаційного захисту» Академії технологічних наук України Міжнародної комісії з радіологічного захисту [Архівовано 25 вересня 2006 у Wayback Machine.], доктор фізико-математичних наук, Заслужений діяч науки і техніки України.
- Лойков Василь Григорович (1901 — 1988) — радянський партійний діяч, завідувач кафедри політекономії Вінницького медичного інституту;
- Міщенко Федір Герасимович (14 червня 1848 — 23 жовтня 1906) — український історик, професор античної історії;
- Самійленко Степан Сергійович — (1896 — † ?) підполковник Армії УНР;
- Самойлович Віктор Петрович (1911 — 2000) — дослідник української архітектури, педагог, зодчий;
- Совачів Василь Якович — (1876—1924), громадський діяч, військовий лікар, генерал-хорунжий Армії УНР;
- Тираспольська Надія Львівна (9 травня 1872 — 30 травня1962) — російсько-радянська акторка, Заслужений діяч мистецтв РРФСР, (1931)
- Хургін Ісай Якович — член Української Центральної Ради;
- Ченчик Таїсія Пилипівна — радянська легкоатлетка, стрибунка у висоту, бронзова призерка Олімпійських ігор, чемпіонка та призерка чемпіонатів Європи, заслужений майстер спорту СРСР;
- Чеславський Василь Володимирович — генерал-хорунжий армії Української Держави
- Щербина Костянтин Мусійович (1864–1946) — український математик;
- Яковченко Микола Федорович (1900, Прилуки — †1974) — український актор театру й кіно на характерних ролях. Народний артист УРСР. В Прилуках встановлено пам'ятник — актор сидить на лавці, поруч з улюбленим собакою, у лівій руці тримає парасольку, а правою спирається на лавку.

Сучасники
- Білоцвіт Олеся Миколаївна — поетеса;
- Бойко Валентин Анатолійович (1979—2014) — сержант Збройних сил України, учасник російсько-української війни.
- Бойко Володимир Іванович — співак, соліст хору ім. Верьовки, заслужений артист України (1976), народний артист України (1987), лауреат багатьох Всесвітніх фестивалів мистецтв, Почесний громадянин Прилук (вересень 2001);
- Бойко Наталія Василівна — учителька Прилуцької гімназії № 5, заслужений вчитель України[28].
- Верещак Вадим Семенович — кінооператор, заслужений діяч мистецтв України;
- Затолокін Віктор Андрійович (1928—2004) — директор Прилуцької гімназії № 5, відмінник народної освіти, нагороджений медаллю ім. Макаренка.
- Коптєв Юрій Вікторович — російський і український підприємець у будівельній галузі, великий патріот і меценат Прилук. Його іменем у 2011 році названа одна з центральних вулиць міста (колишня Переяславська);
- Маслов Віктор Олегович (1968—2017) — старший солдат Збройних сил України, учасник російсько-української війни.
- Матяш Григорій Володимирович (1989—2015) — молодший сержант Збройних сил України, учасник російсько-української війни.
- Матяш Ірина Борисівна (1961, Прилуки) — український науковець у галузі архівознавства, біографістики, джерелознавства;
- Сич Олена Сергіївна — українська волейболістка;
- Цербе-Несіна Валентина Адамівна — біатлоністка, завоювала першу олімпійську медаль незалежної України;
- Ярошевський Олександер — інженер-будівельник;
- Хотин Ростислав Георгійович — редактор української служби BBC;
- Моляр Ігор Валерійович — журналіст, засновник автомобільної тележурналістики як такої на українському ТБ;
- Кривошеєнко Іван — український футболіст;
- Боровик Євген — український футболіст, воротар;
- Соколов Сергій — заслужений майстер спорту, чемпіон Європи 1982 року з легкої атлетики, дванадцятиразовий чемпіон Радянського Союзу в бігу на 100, 200 метрів та естафеті 4 по 100 м;
- Рогова Катерина — майстер спорту України з боксу, віце-чемпіонка світу 2015 року з боксу серед дівчат;
- Кіктєв Олександр — бас-гітарист гурту «Табула Раса» у 1995—1998 роках;
- Кіктєв Віктор — жонглер-еквілібрист, соліст найвідомішого цирку у світі Cirque du Soleil (Канада);
- Касатов Олександр — атлет-мнемоніст, Чемпіон України зі спортивного запам'ятовування 2016 року.
- Єгоров Валерій Ігорович (1979—2018) — сержант, командир розвідувального відділення розвідувального взводу 57-ї ОМПБр, Збройних сил України, загинув при виконанні обов'язків, під час війни на сході України поблизу с-ща Піски.[29] Навчався у Прилуцькому гуманітарно-педагогічному коледжі імені І. Я. Франка
- Долган Катерина Андріївна — українська спортсменка (легкоатлетка). Кандидат у майстри спорту з легкої атлетики та призерка чемпіонатів України.

## Міста-партнери
Прилуки мають партнерські відносини з 3-ма закордонними містами:
- Польща, Остроленка — місто-центр повіту у Мазовецькому воєводстві;
- Польща, Косьцежина — місто-центр повіту у Поморському воєводстві[30].

## 184 гвардійський ВБАП
З весни 1946 року по листопад 2000 року на південний захід від міста базувався 184 гвардійський Полтавсько-Берлінський ордена Леніна Червонопрапорний важкий бомбардувальний авіаційний полк. Був елітним, одним з найбільш досвідчених та боєздатних авіаційних полків у Дальній авіації Радянського Союзу, саме цей полк був основною базою найновіших стратегічних авіаційних комплексів СРСР — Ту-160.
Після розформування полку військове містечко № 12 гарнізону було передане в комунальну власність міста. Військовий аеродром на даний час (2023) не діє.

## Світлини

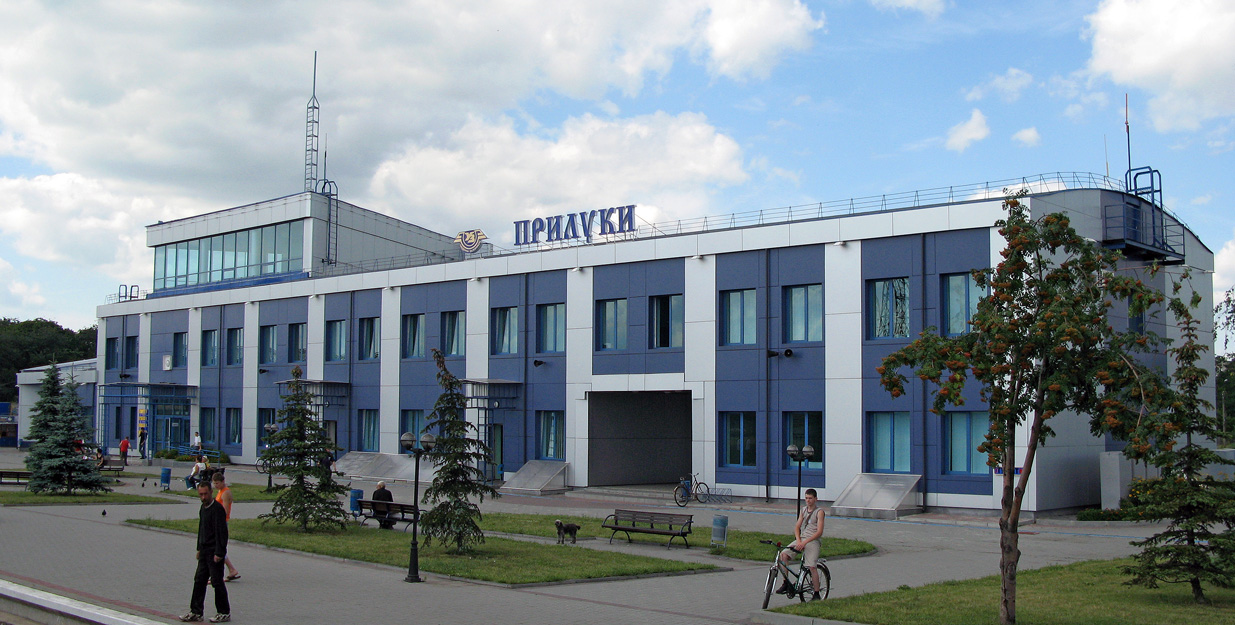
Вокзал станції Прилуки
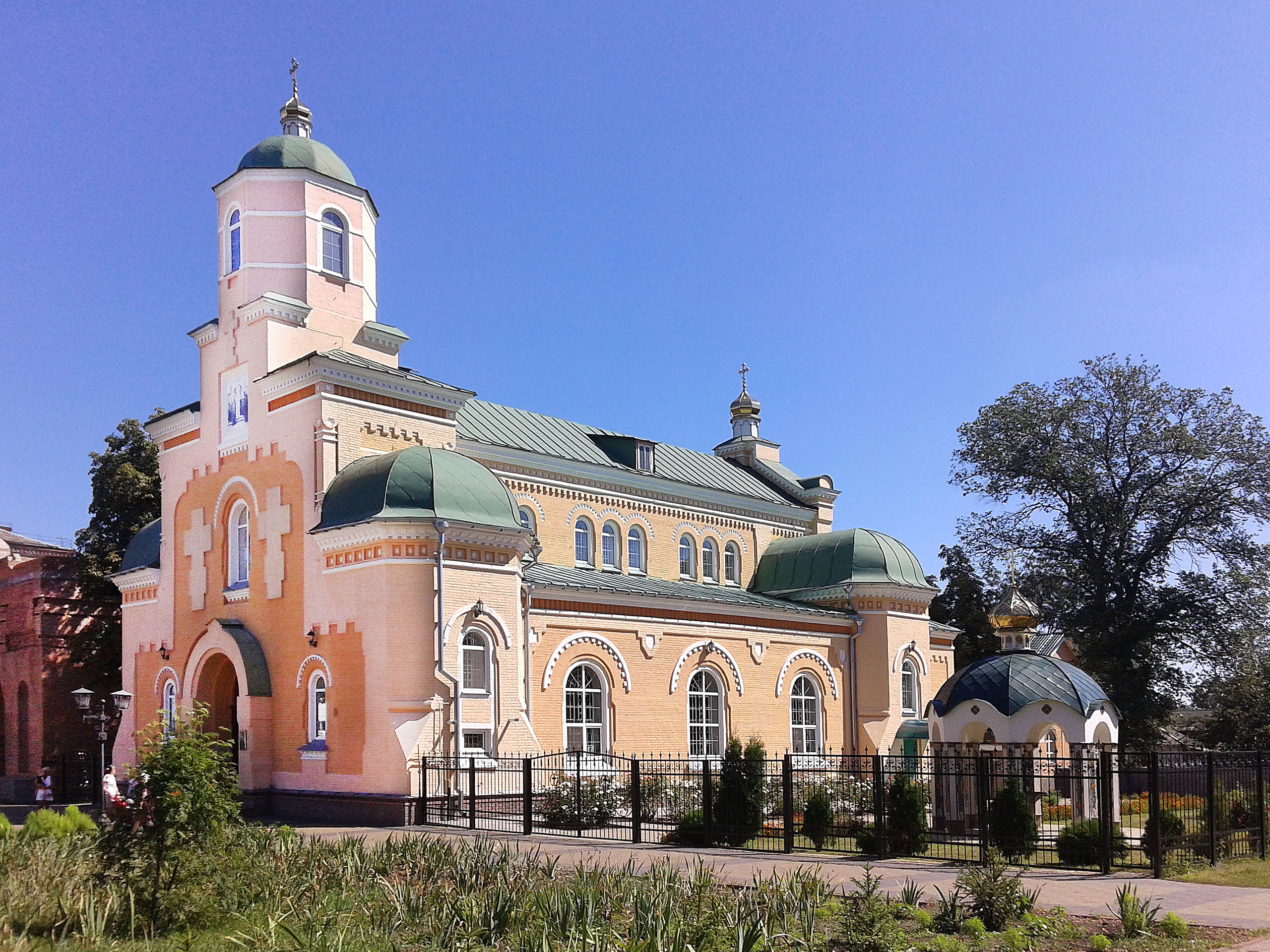
Стрітенська церква
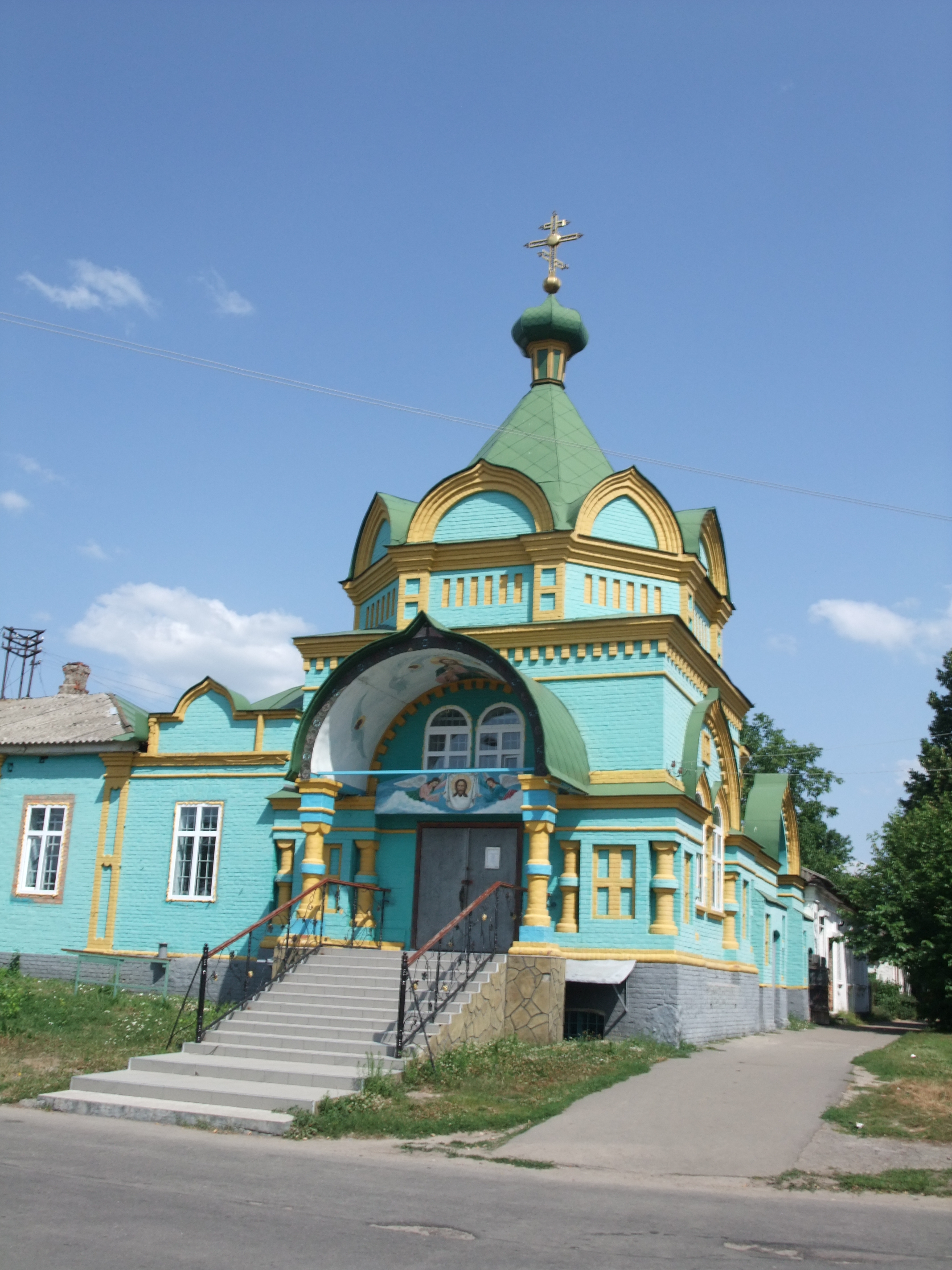
Пантелеймонівська церква
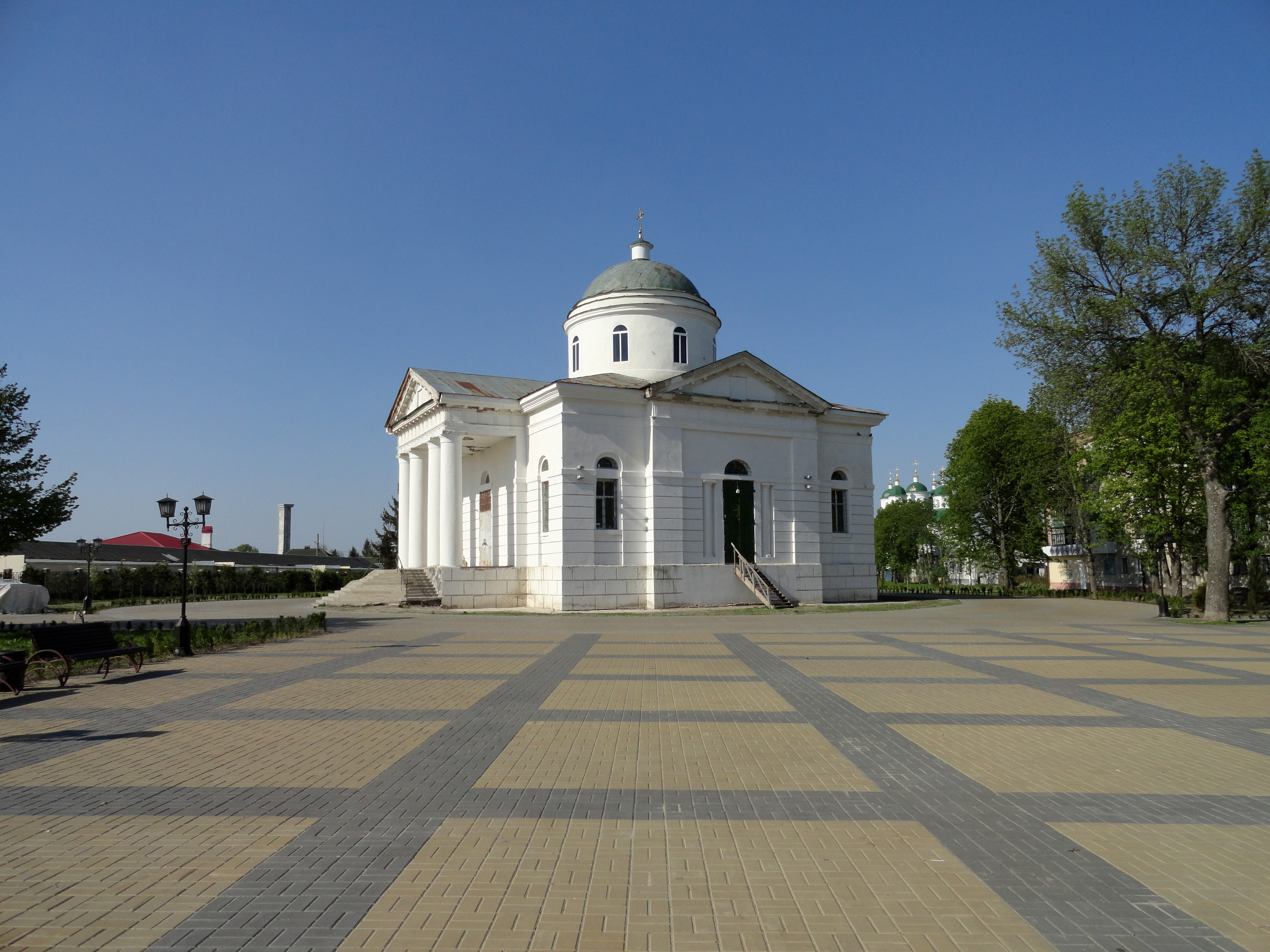
Собор Різдва Богородиці та Соборна площа
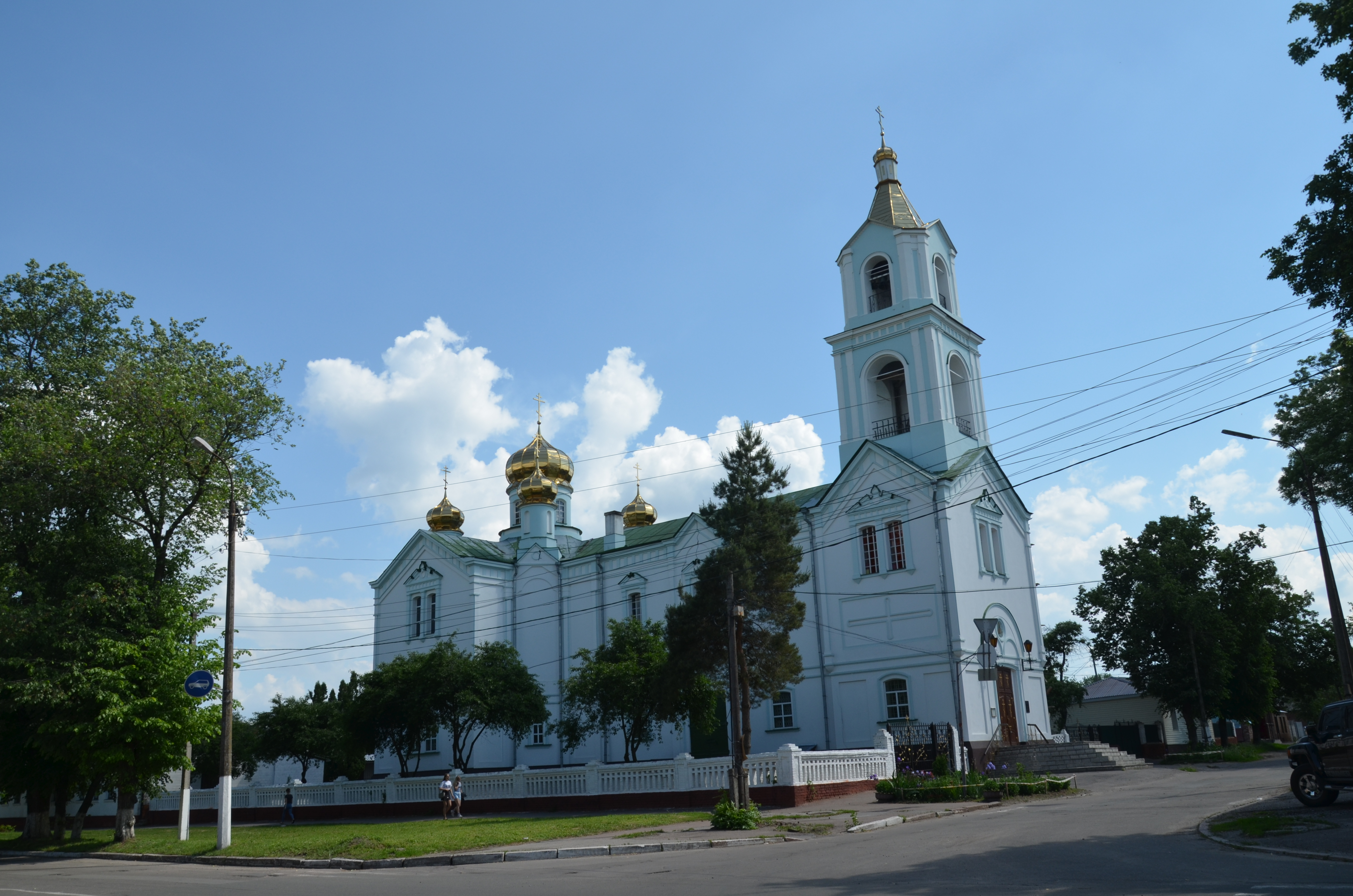
Іванівська церква
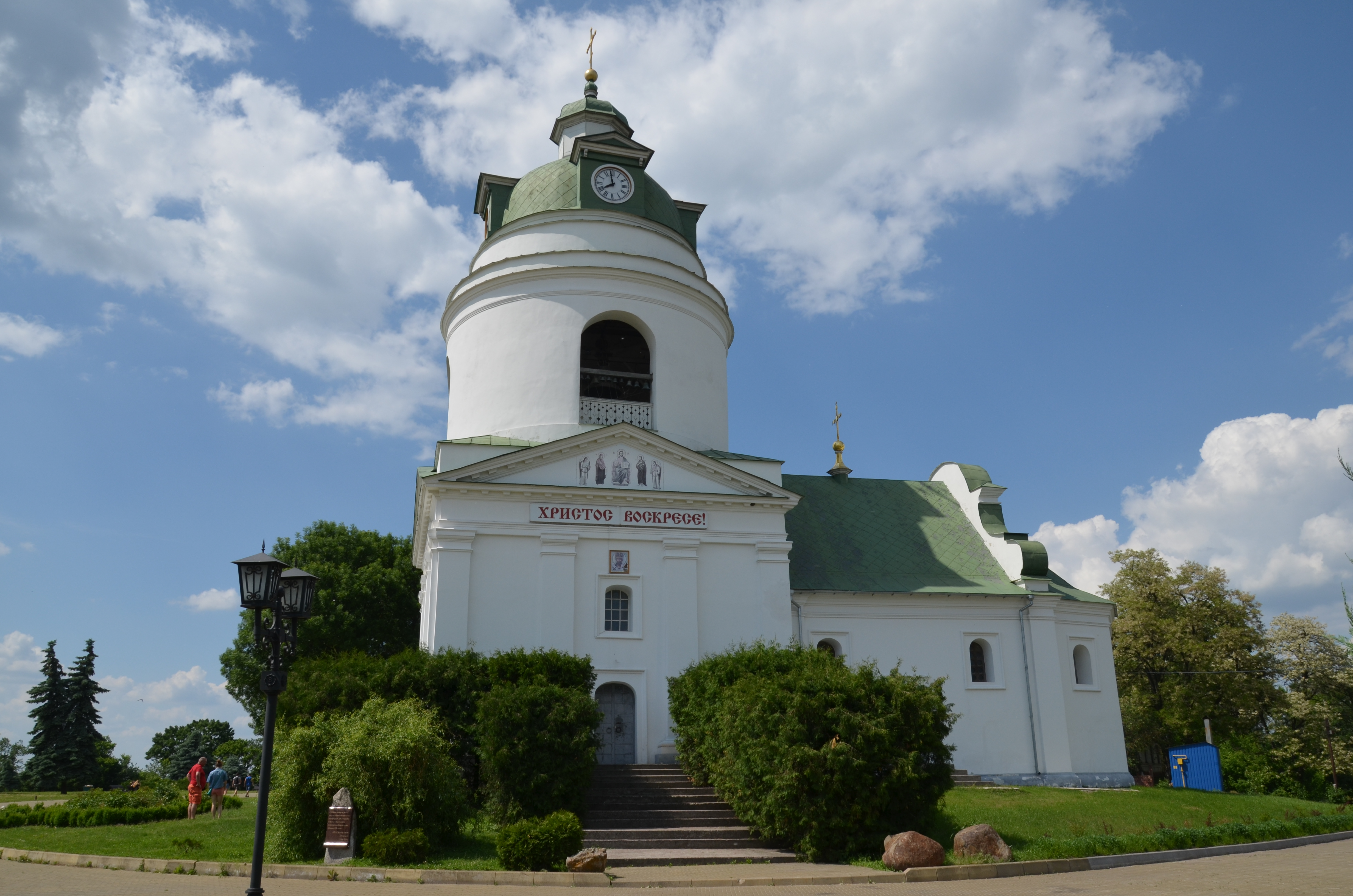
Миколаївська церква
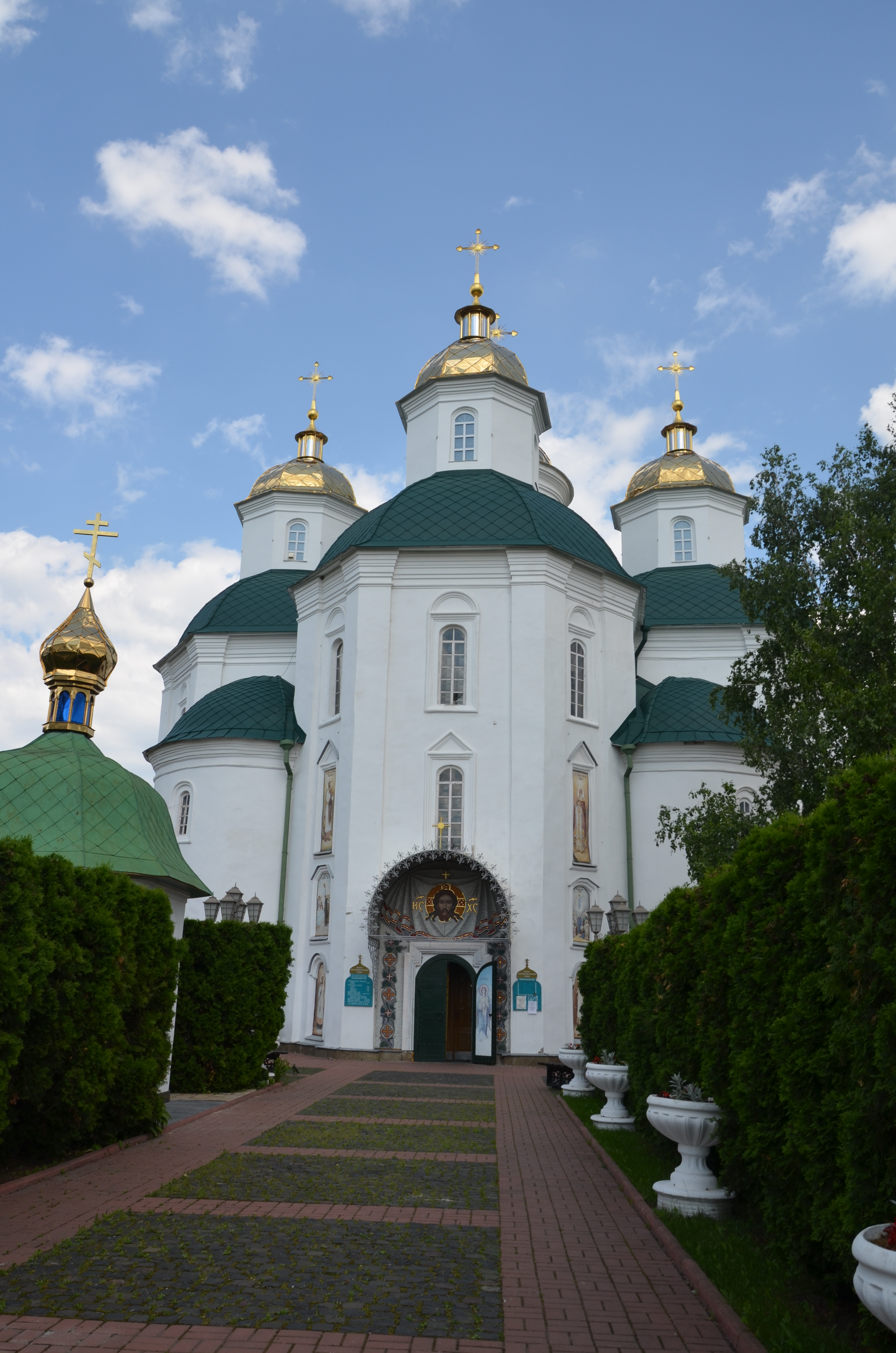
Спасо-Преображенський собор
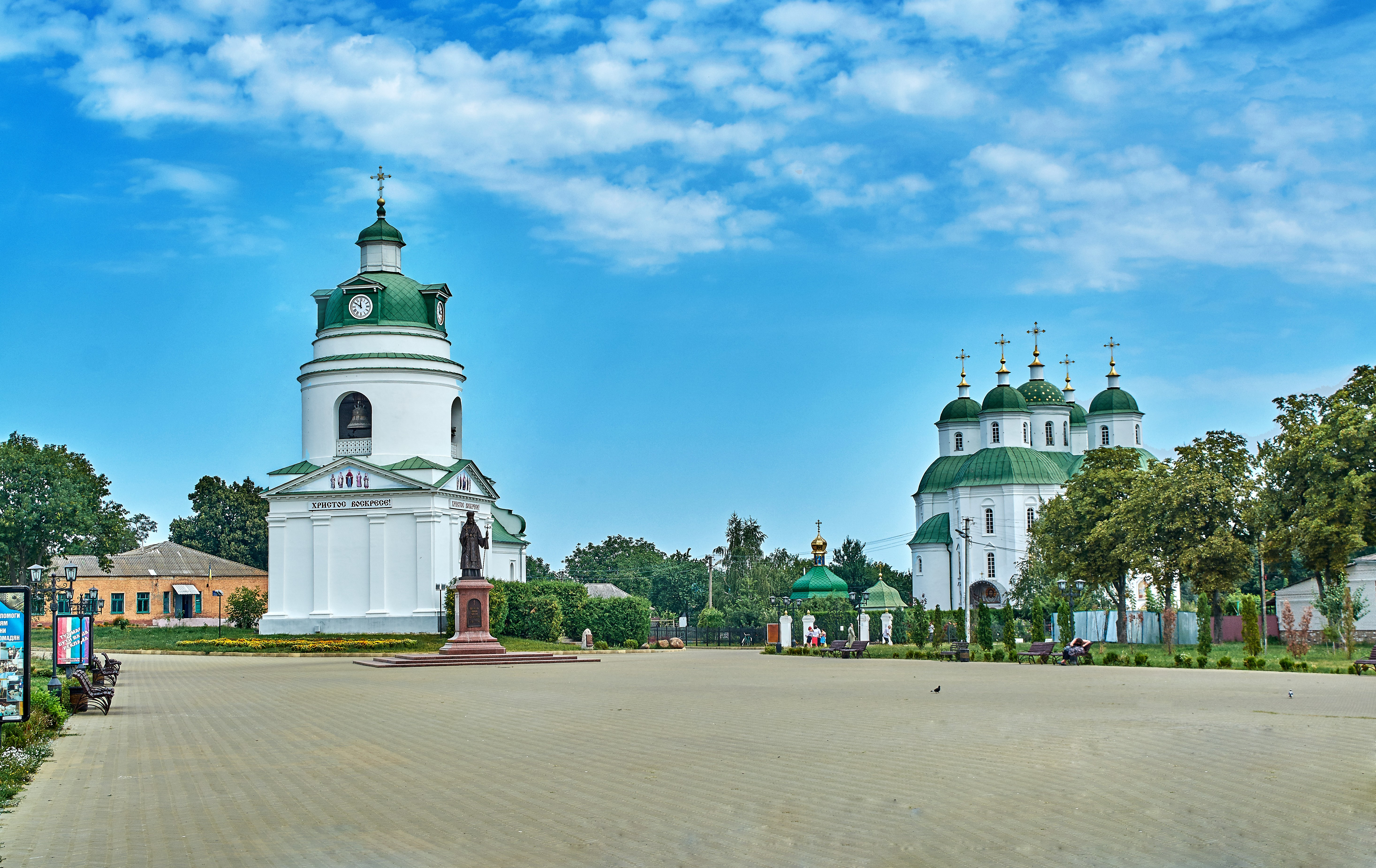
Панорама площі Іоасафа Бєлгородського
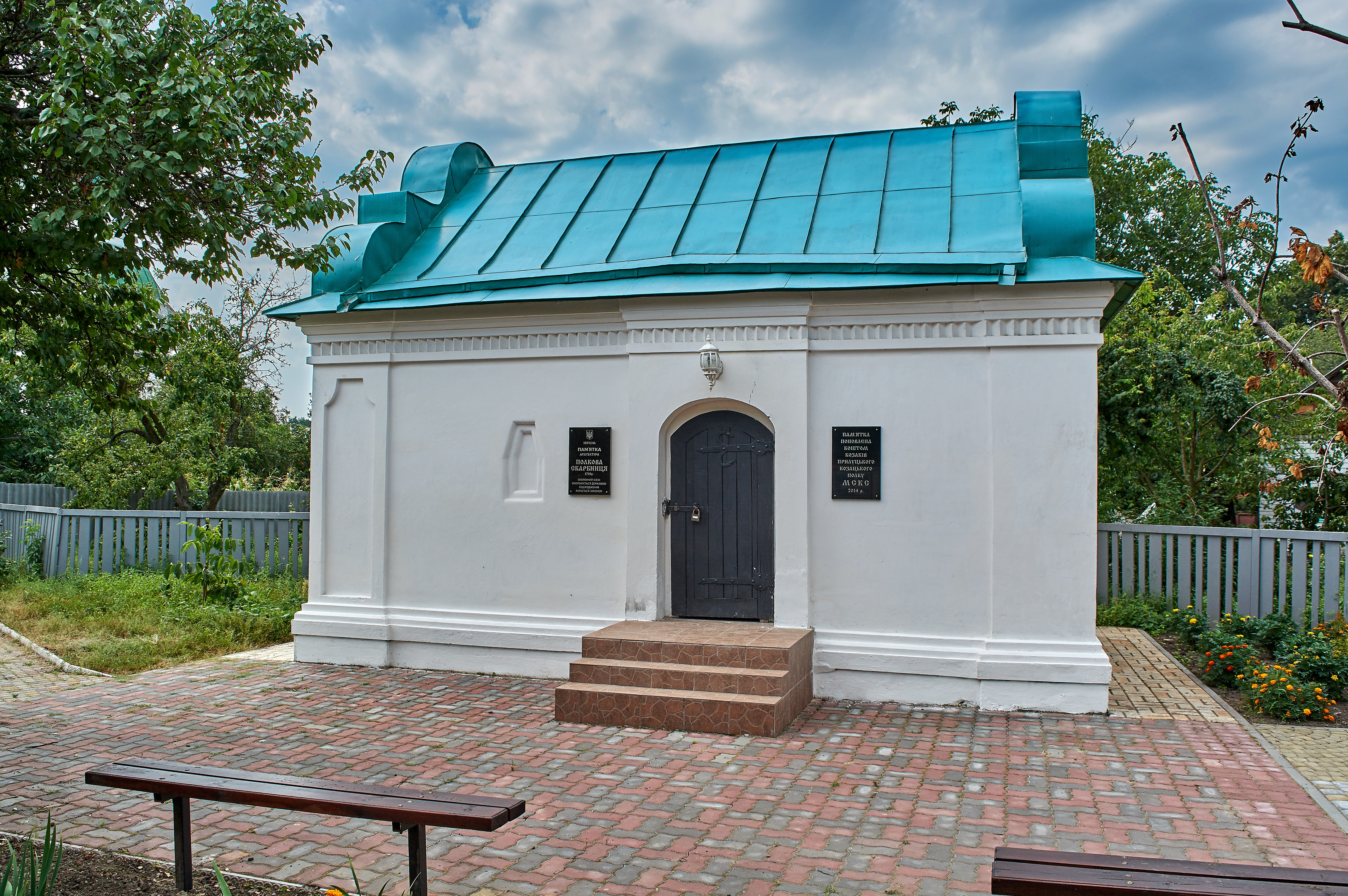
Полкова казна (Арсенал Галагана)
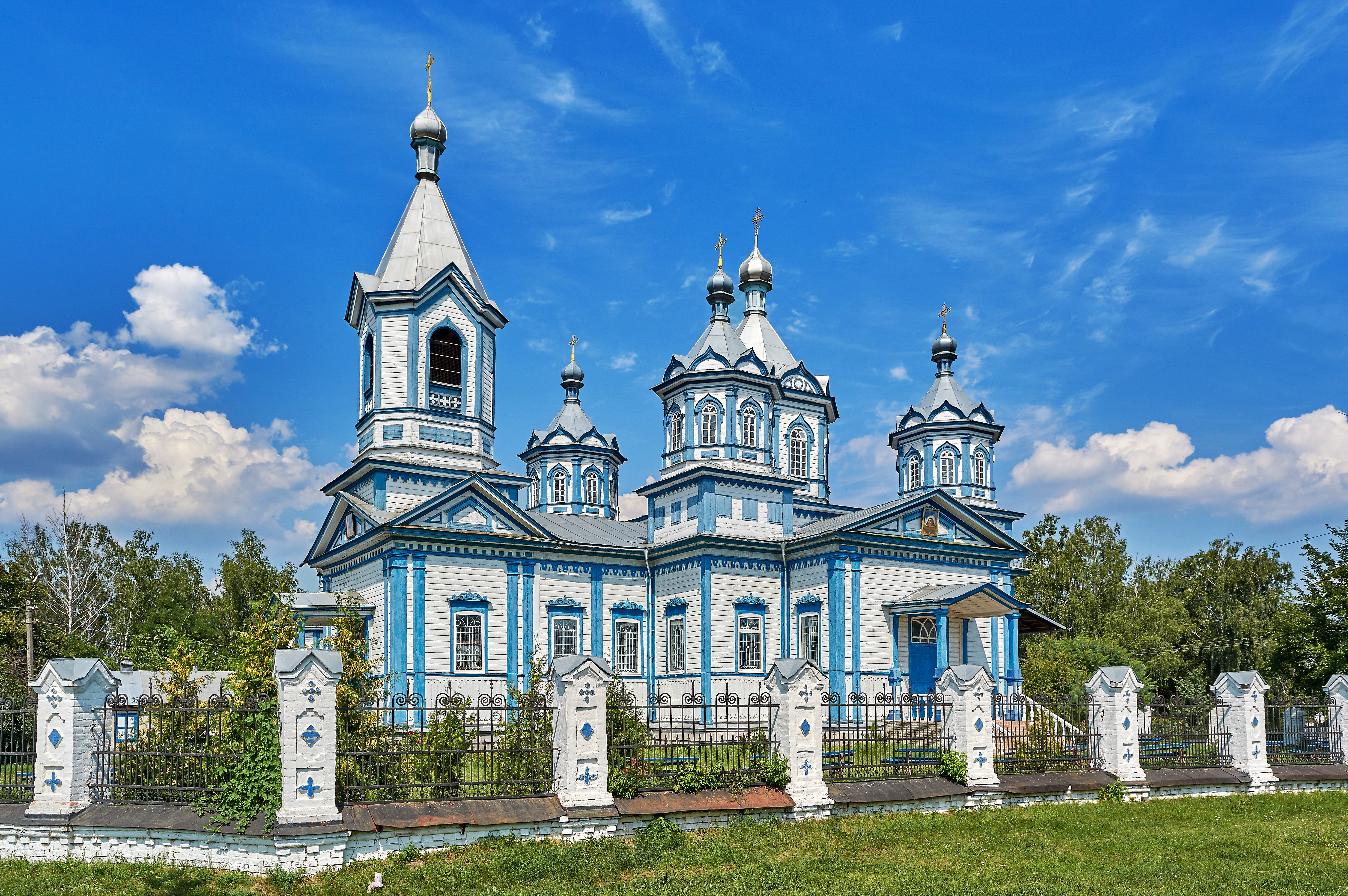
Трьохсвятительська церква на Кустівцях
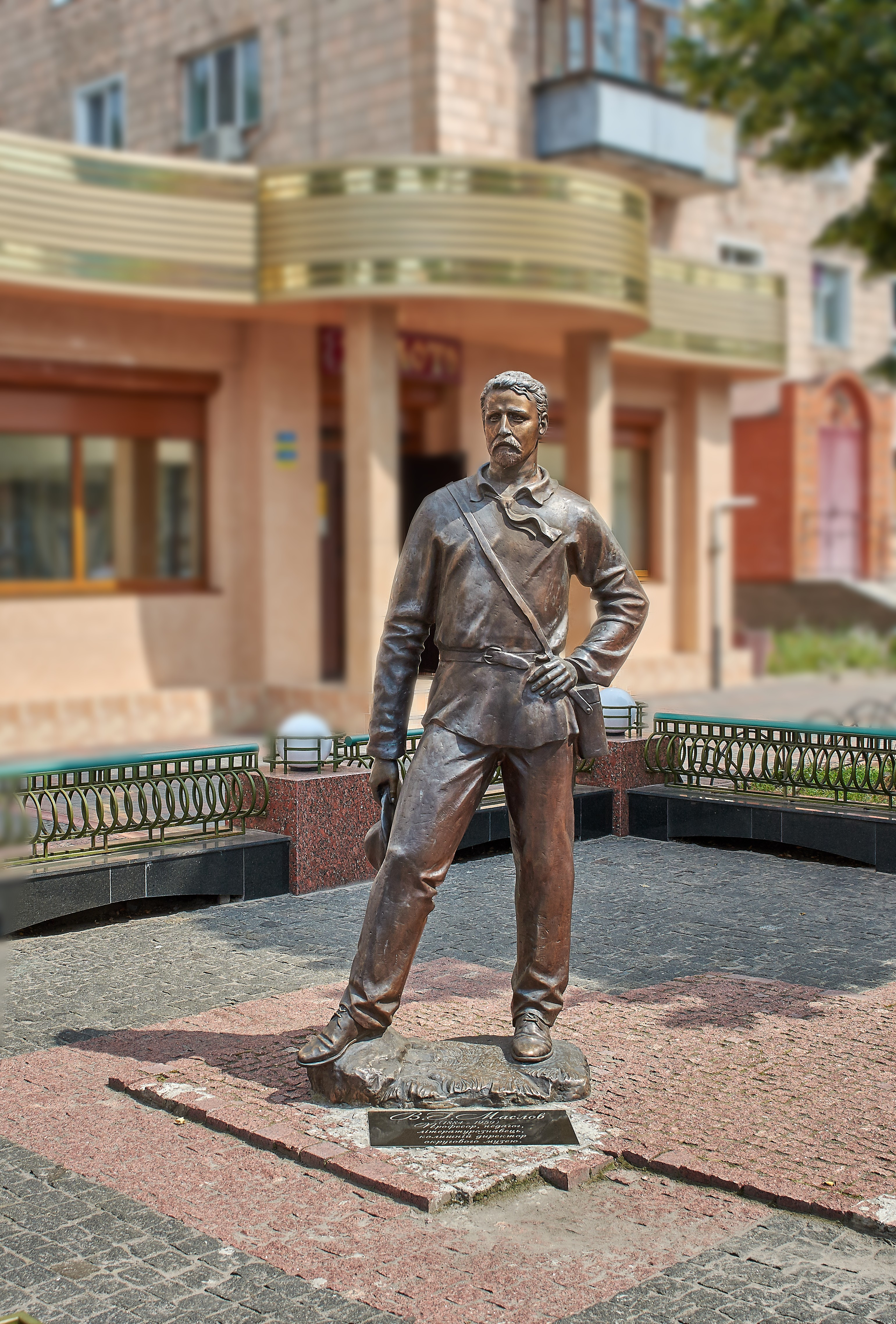
Пам'ятник українському науковцю Василю Маслову
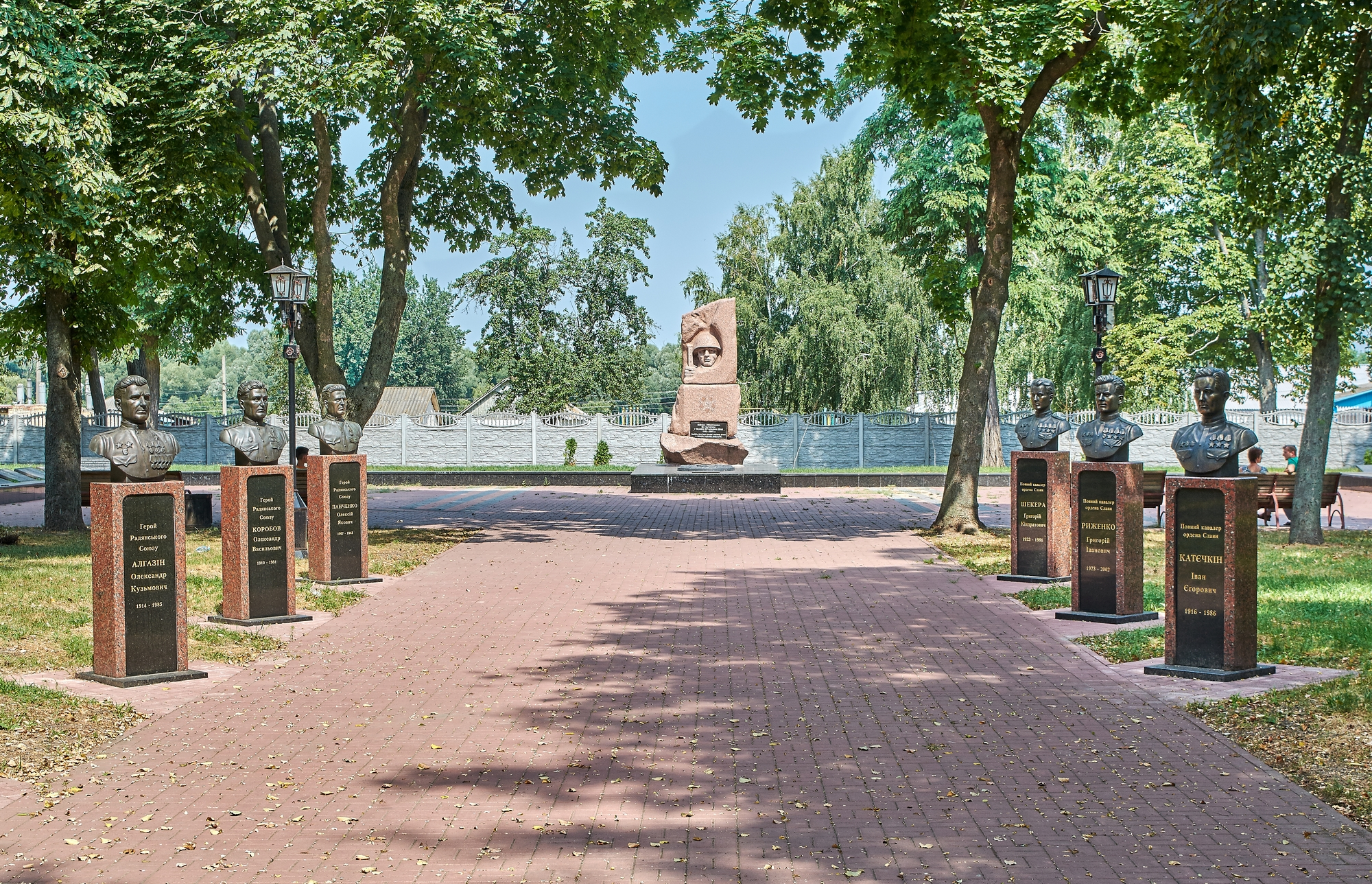
Парк Вічної Слави
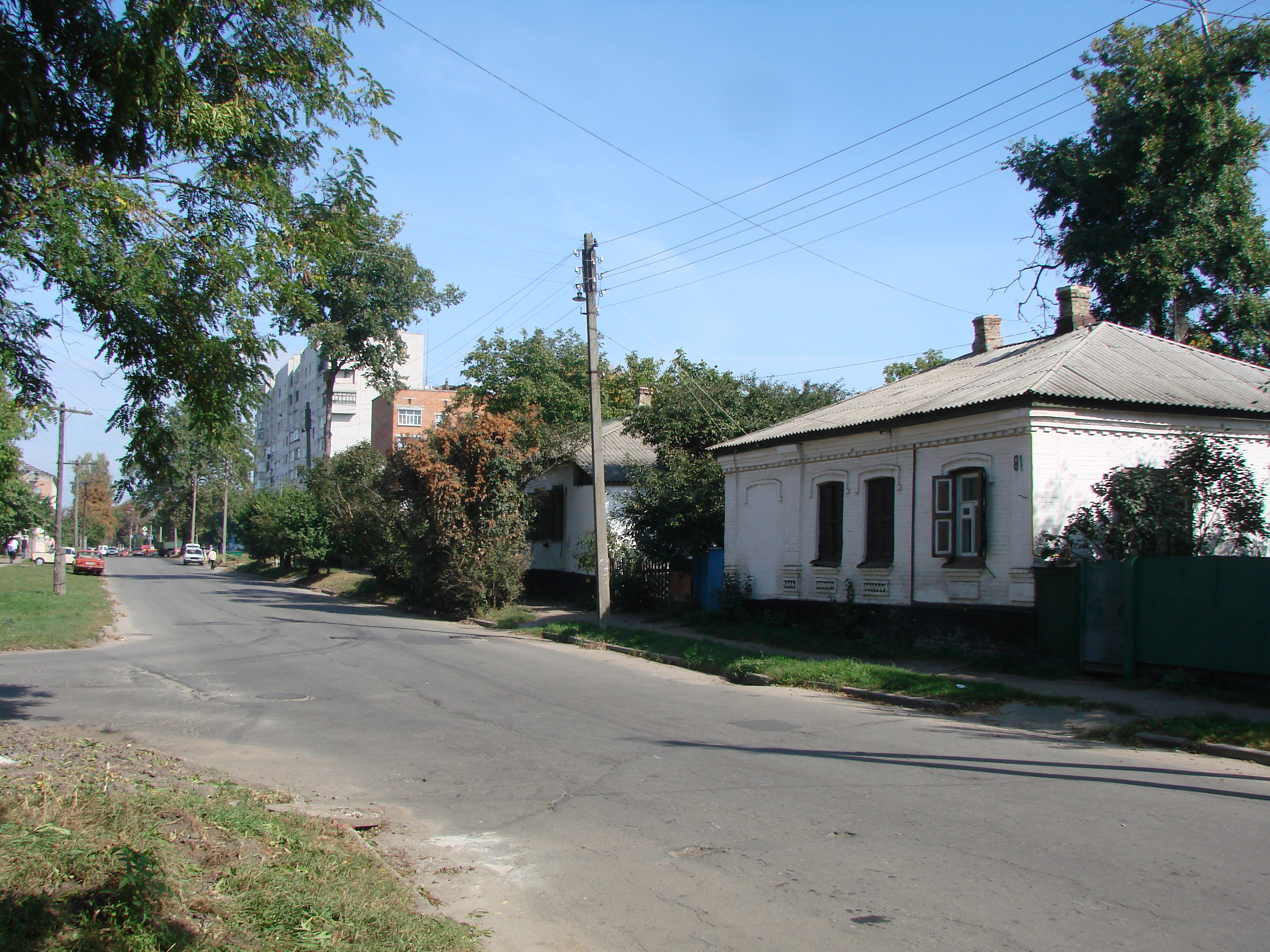
Вулиця Садова
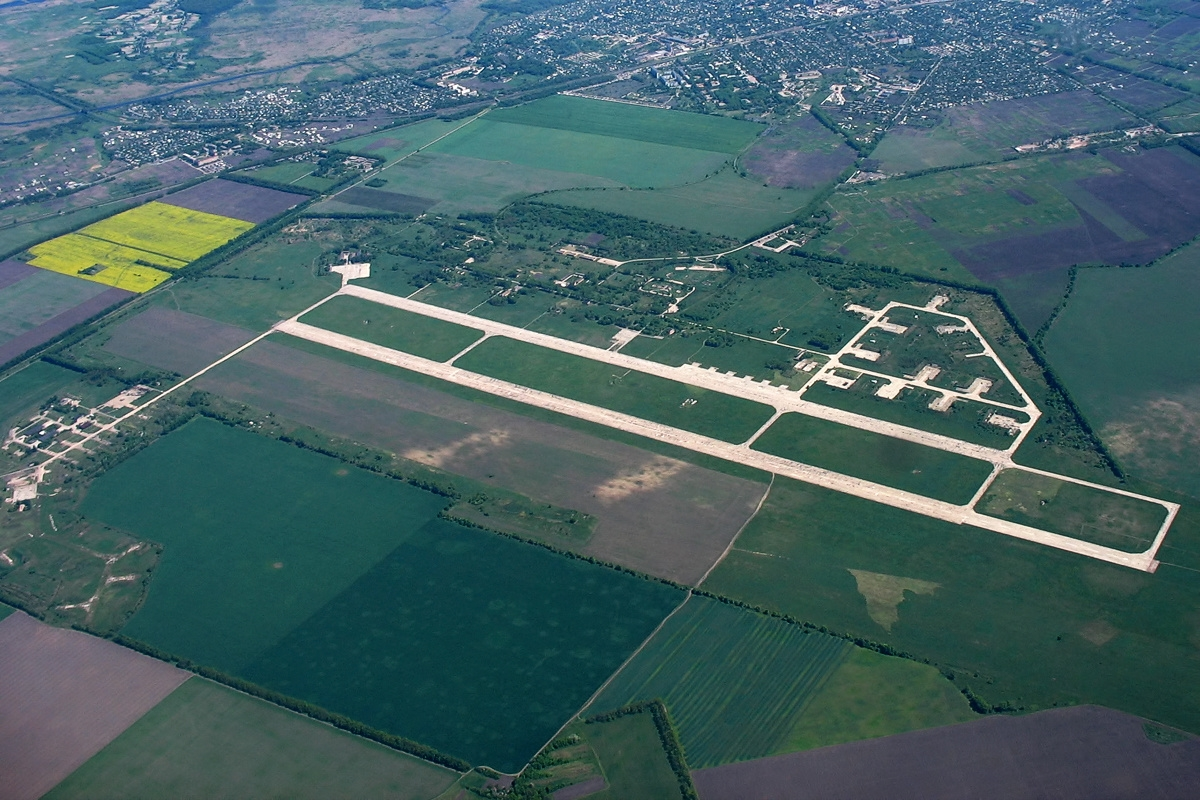
Летовище
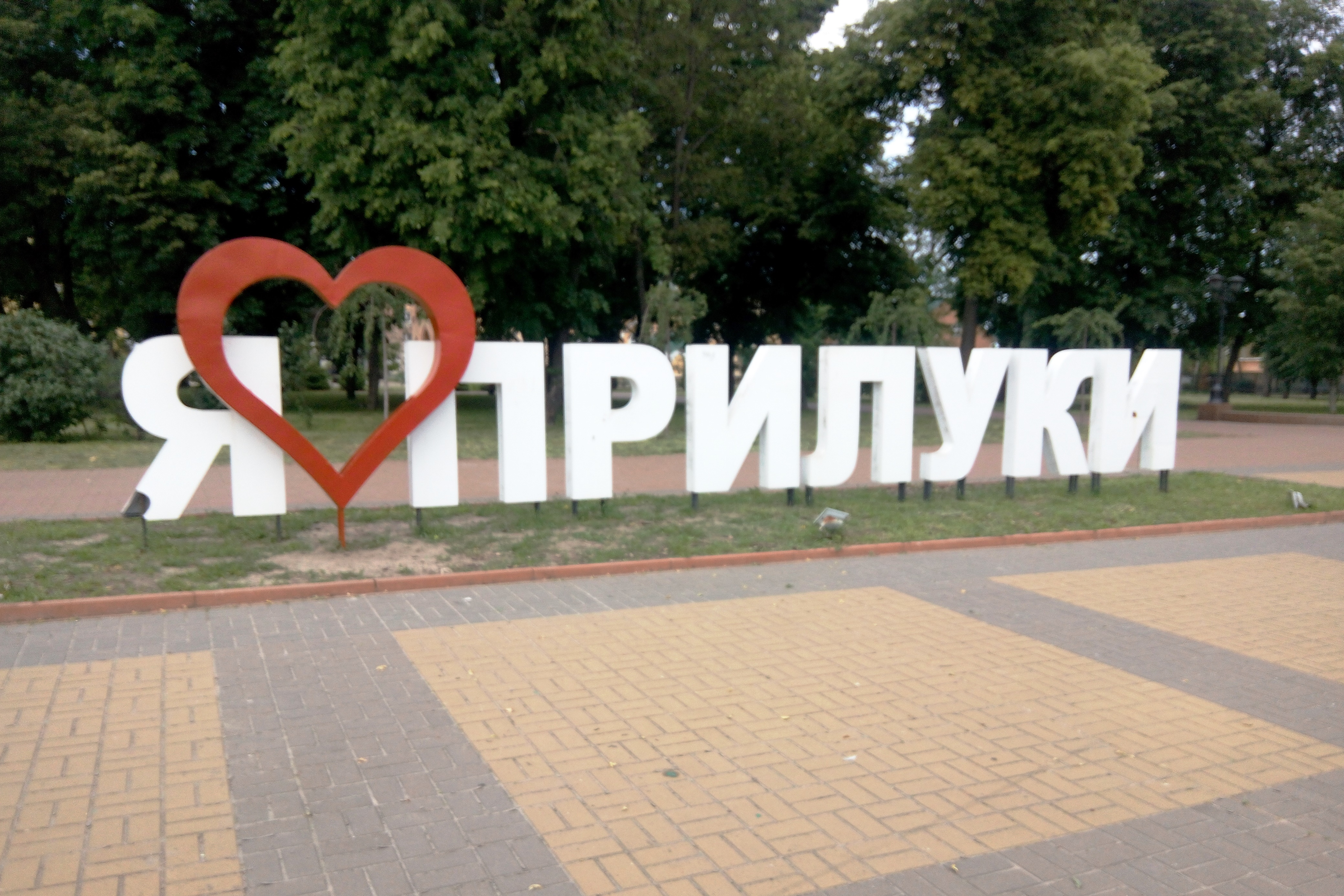
Артоб'єкт "Я кохаю Прилуки"
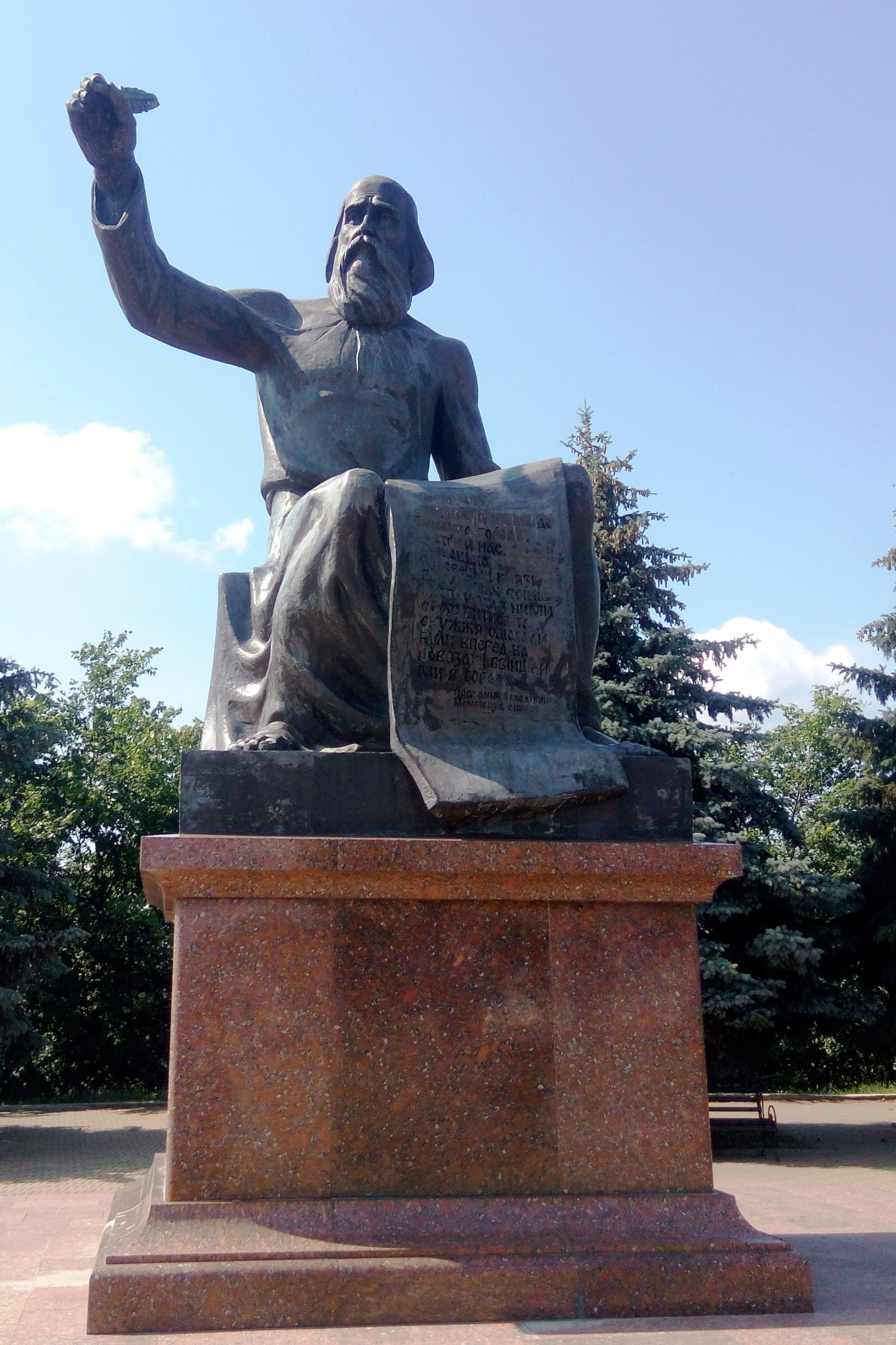
Пам'ятник Володимиру Мономаху
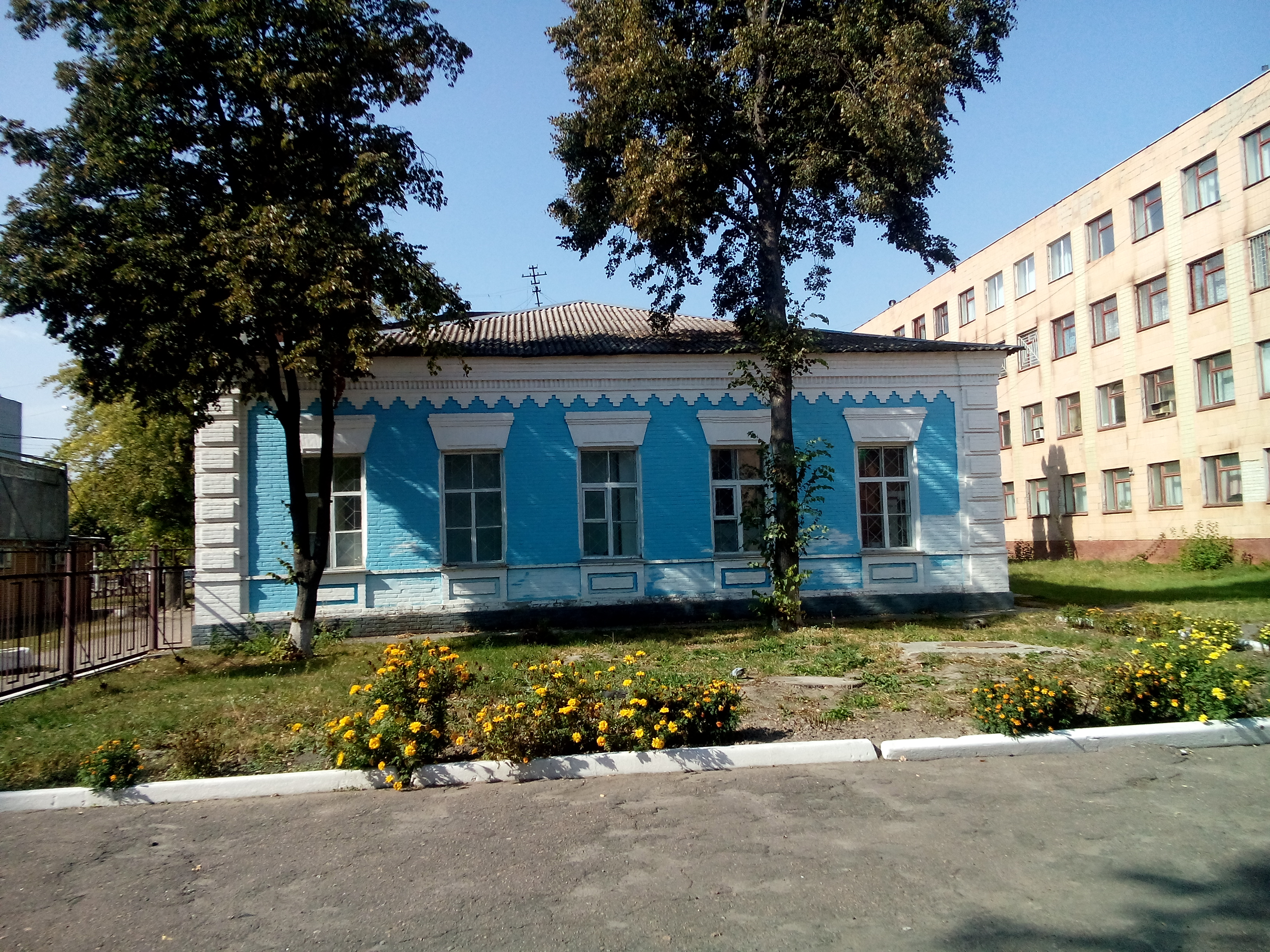
Будинок, в якому навчався Герой Радянського Союзу К.С. Гнідаш (1914-1944рр.)
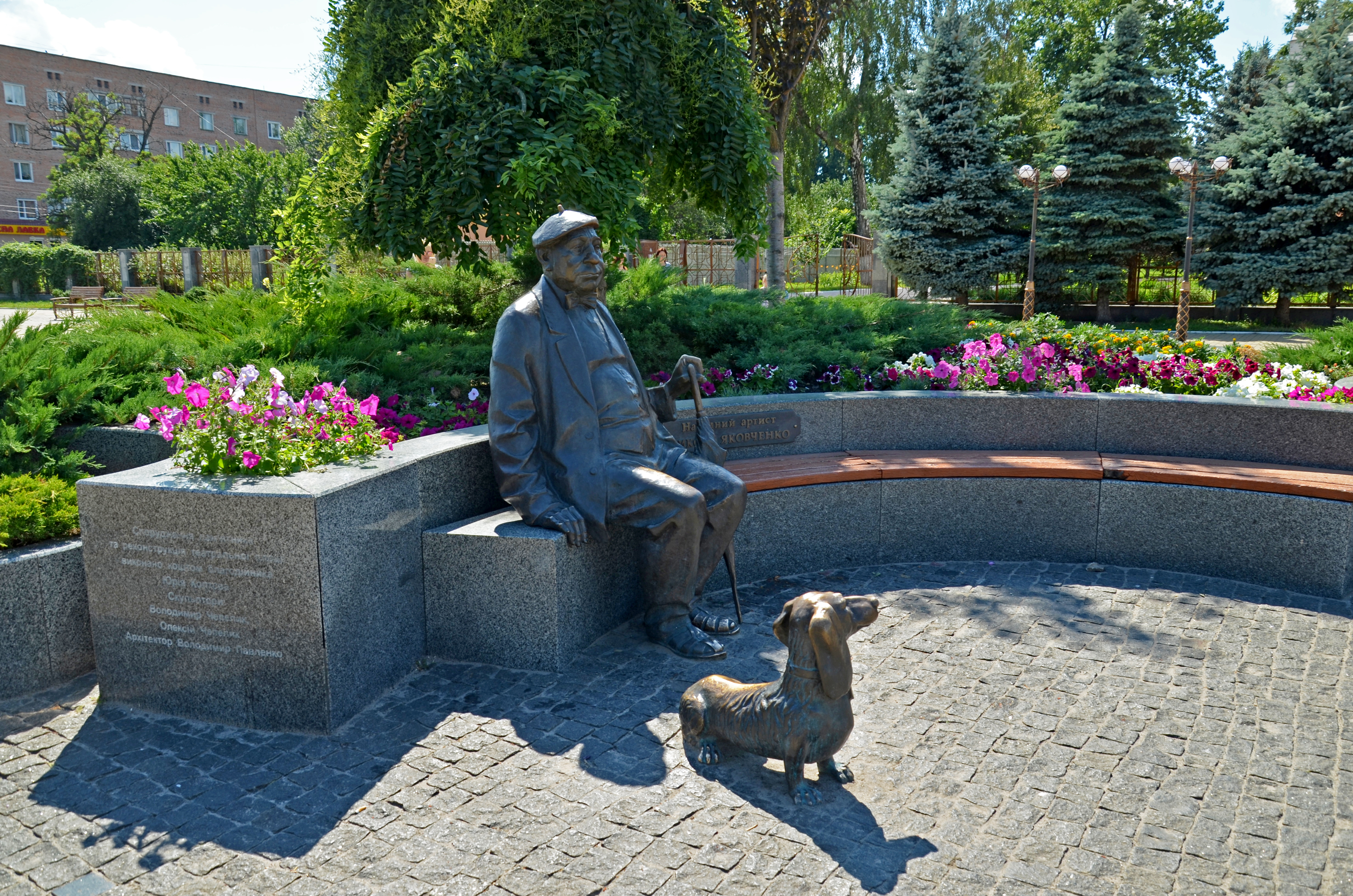
Пам’ятник народному артисту України Миколі Яковченку
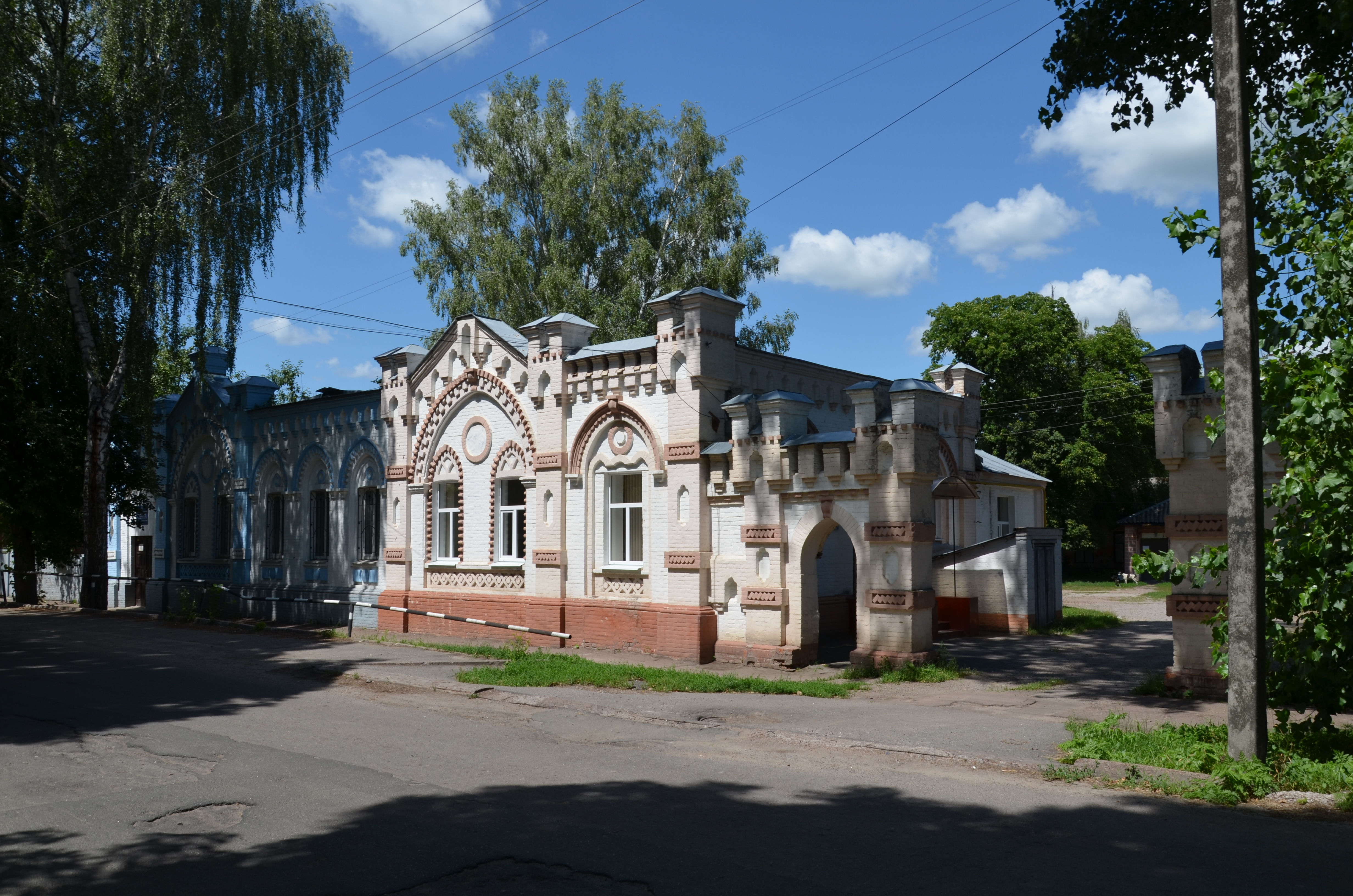
Будинок родини Тарновських
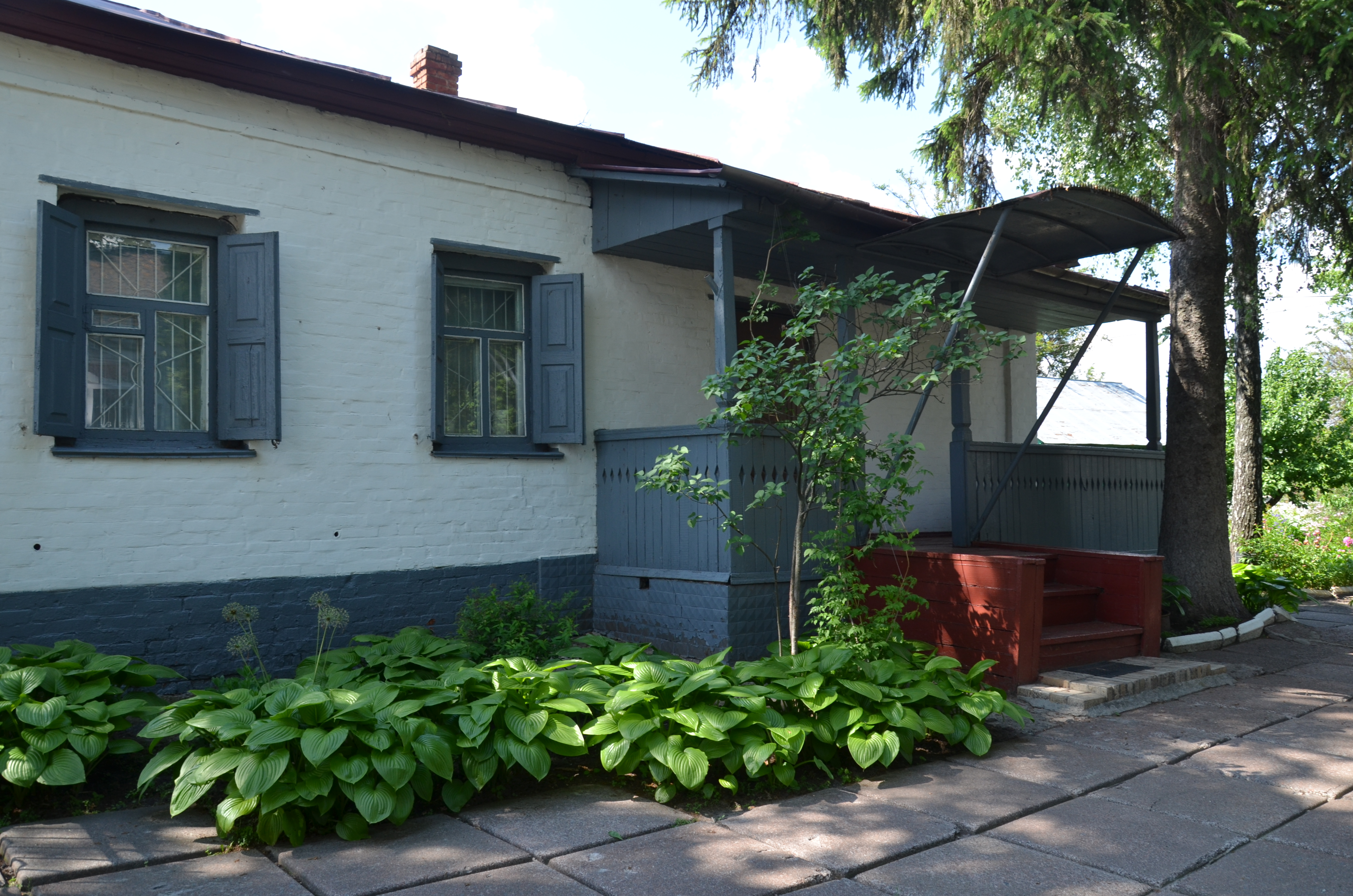
Будинок, в якому народився та жив Герой Радянського Союзу О. Кошовий в 1926-1932рр.

## Виноски
1. ↑  Статистичний збірник «Чисельність наявного населення України» на 1 січня 2022 року (PDF)
2. ↑  Статистичний збірник «Чисельність наявного населення України» на 1 січня 2022 року (PDF)
3. ↑  Прилуки. Дні міст України. Архів оригіналу за 20 липня 2011. Процитовано 13 вересня 2009.
4. ↑  Національний склад міст України за переписом 2001 року — datatowel.in.ua
5. ↑  Рідна мова населення міст України за переписом 2001 року — datatowel.in.ua
6. ↑  Рідні мови в об'єднаних територіальних громадах України — Український центр суспільних даних
7. ↑  Літопис руський… С. 131.
8. ↑  Герби міст України. Прилуки. Архів оригіналу за 1 березня 2014. Процитовано 25 лютого 2014.
9. ↑  рос. дореф. Полтавская губернія. Списокъ населенныхъ мѣстъ по свѣдѣніямъ 1859 года, томъ XXXIII. Изданъ Центральнымъ статистическимъ комитетомъ Министерства Внутренних Дѣлъ. СанктПетербургъ. 1862 — 263 с., (код 13)
10. ↑  http://novgadm.cg.gov.ua/index.php?id=24791&tp=1
11. ↑  Інститут історії України, 20 травня. Архів оригіналу за 29 червня 2016. Процитовано 20 травня 2013.
12. ↑  Рамиз Абуталыбов «Свои среди чужих, чужие среди своих» История.№ 1 (25), 2007
13. ↑  Під Прилуками знищена танкова рота РФ [Архівовано 3 березня 2022 у Wayback Machine.] // РБК-Україна. — 2022. — 27 лютого.
14. ↑  ЗСУ розбили російську колону бензовозів. Архів оригіналу за 7 березня 2022. Процитовано 7 березня 2022.
15. ↑  росія вдарила ракетами по Прилуках. Укрінформ. 13 червня 2022.
16. ↑  Під Прилуками від ракетного удару здетонували боєприпаси - пожежу локалізували. Укрінформ. 13 червня 2022.
17. ↑  Підсумки голосування на виборчих дільницях у загальнодержавному виборчому окрузі в межах ОВО № 210, Чернігівська область. Позачергові вибори народних депутатів України 2019 року.
18. ↑  Відомості про підрахунок голосів виборців на виборчих дільницях одномандатного виборчого округу № 210, Чернігівська область. Позачергові вибори народних депутатів України 2019 року.
19. ↑  Основні підприємства міста [Архівовано 21 липня 2011 у Wayback Machine.] на Прилуки — Офіційний сайт міста [Архівовано 25 жовтня 2005 у Wayback Machine.]
20. ↑  Галузь освіти міста Прилуки [Архівовано 3 вересня 2011 у Wayback Machine.] на Прилуки — Офіційний сайт міста [Архівовано 25 жовтня 2005 у Wayback Machine.]
21. ↑  Вищі навчальні заклади міста Прилуки [Архівовано 24 вересня 2015 у Wayback Machine.] на Прилуки — Офіційний сайт міста [Архівовано 25 жовтня 2005 у Wayback Machine.]
22. ↑  Історія Прилуцького агротехнічного технікуму на офіційній вебсторінці. Архів оригіналу за 4 квітня 2009. Процитовано 26 жовтня 2008.
23. ↑  Український центр визначення параметрів обертання Землі Головної астрономічної обсерваторії Національної Академії наук України — Українська перманентна GPS-мережа.
24. ↑  Культура [Архівовано 28 лютого 2011 у Wayback Machine.] на Прилуки — Офіційний сайт міста [Архівовано 7 лютого 2009 у Wayback Machine.]
25. ↑  Чернігівщина: Енциклопедичний довідник., К.: УРЕ, 1990, стор. 658 (стаття «Прилуки»)
26. ↑  Офіційний сайт фестивалю «Мистецькі барви». Архів оригіналу за 3 березня 2012. Процитовано 25 лютого 2012.
27. ↑  Данькова, Наталія (5 вересня 2023). Призупинив мовлення канал «ТІМ» з Прилук. detector.media (укр.). Процитовано 18 вересня 2023.
28. ↑  Указ президента України № 731/2019. Архів оригіналу за 6 жовтня 2019. Процитовано 6 листопада 2019.
29. ↑  Загиблі Герої лютого 2018-го [Архівовано 1 березня 2018 у Wayback Machine.] матеріал інтернет-видання Gazeta.ua, 1 березня 2018 р.
30. ↑  Міста-партнери [Архівовано 21 листопада 2010 у Wayback Machine.] на pryluky.org (Прилуки. Офіційний портал) [Архівовано 3 вересня 2011 у Wayback Machine.]